# Rock Band
Rock Band – gra muzyczna konsolowa wyprodukowana przez Harmonix Music Systems. Gra została wydana w 2007 roku w Stanach Zjednoczonych w wersji na konsole Sony PlayStation 2, PlayStation Portable, Sony PlayStation 3 oraz Xbox 360. W 2008 roku ukazała się wersja na konsolę Wii.
Celem twórców było stworzenie symulatora gry w zespole rockowym. W grę może grać od jednej do czterech osób. W tym celu zaprojektowano specjalne kontrolery przypominające perkusję, gitarę elektryczną oraz gitarę basową. Do gry dołączony jest również mikrofon, który pozwala graczom odtworzyć ścieżkę wokalną.
Gra umożliwia symulowanie jednej z 58 piosenek zawartych na płycie z grą. W kwietniu 2008 roku dostępne było również około 80 dodatkowych utworów, które można zakupić dodatkowo przez internet.
Do stycznia 2008 gra sprzedała się w łącznej ilości około 1,5 miliona egzemplarzy.

## Utwory
| Piosenka                       | Artysta                 | Zespół | Gitara | Perkusja | Wokal  | Gitara basowa |
| ------------------------------ | ----------------------- | ------ | ------ | -------- | ------ | ------------- |
| „Are You Gonna Be My Girl”     | Jet                     | Tier 6 | Tier 6 | Tier 5   | Tier 7 | Tier 6        |
| „Ballroom Blitz”               | Sweet                   | Tier 5 | Tier 7 | Tier 7   | Tier 5 | Tier 7        |
| „Black Hole Sun”               | Soundgarden             | Tier 3 | Tier 5 | Tier 4   | Tier 3 | Tier 5        |
| „Blitzkrieg Bop”               | Ramones                 | Tier 3 | Tier 2 | Tier 4   | Tier 1 | Tier 2        |
| „Celebrity Skin”               | Hole                    | Tier 3 | Tier 4 | Tier 2   | Tier 4 | Tier 4        |
| „Cherub Rock”                  | Smashing Pumpkins       | Tier 8 | Tier 8 | Tier 8   | Tier 5 | Tier 8        |
| „Creep”                        | Radiohead               | Tier 2 | Tier 4 | Tier 1   | Tier 2 | Tier 4        |
| „Dani California”              | Red Hot Chili Peppers   | Tier 6 | Tier 6 | Tier 5   | Tier 3 | Tier 6        |
| „Dead on Arrival”              | Fall Out Boy            | Tier 5 | Tier 7 | Tier 7   | Tier 6 | Tier 7        |
| „Detroit Rock City”            | Kiss                    | Tier 7 | Tier 3 | Tier 7   | Tier 6 | Tier 3        |
| ”(Don’t Fear) The Reaper”      | Blue Öyster Cult        | Tier 7 | Tier 6 | Tier 8   | Tier 2 | Tier 6        |
| „Electric Version”             | The New Pornographers   | Tier 7 | Tier 4 | Tier 6   | Tier 7 | Tier 4        |
| „Enter Sandman”                | Metallica               | Tier 8 | Tier 8 | Tier 8   | Tier 6 | Tier 9        |
| „Epic”                         | Faith No More           | Tier 5 | Tier 5 | Tier 3   | Tier 3 | Tier 5        |
| „Flirtin' with Disaster”       | Molly Hatchet           | Tier 9 | Tier 9 | Tier 9   | Tier 7 | Tier 9        |
| „Foreplay/Long Time”           | Boston                  | Tier 9 | Tier 8 | Tier 8   | Tier 9 | Tier 8        |
| „Gimme Shelter”                | The Rolling Stones      | Tier 2 | Tier 4 | Tier 2   | Tier 8 | Tier 4        |
| „Go with the Flow”             | Queens of the Stone Age | Tier 6 | Tier 3 | Tier 7   | Tier 2 | Tier 3        |
| „Green Grass and High Tides”   | The Outlaws             | Tier 8 | Tier 9 | Tier 6   | Tier 7 | Tier 9        |
| „Here It Goes Again”           | OK Go                   | Tier 1 | Tier 1 | Tier 2   | Tier 3 | Tier 1        |
| „Highway Star”                 | Deep Purple             | Tier 9 | Tier 9 | Tier 8   | Tier 9 | Tier 9        |
| „I Think I’m Paranoid”         | Garbage                 | Tier 1 | Tier 2 | Tier 1   | Tier 2 | Tier 2        |
| „In Bloom”                     | Nirvana                 | Tier 1 | Tier 1 | Tier 1   | Tier 1 | Tier 1        |
| „Learn to Fly”                 | Foo Fighters            | Tier 4 | Tier 3 | Tier 4   | Tier 2 | Tier 3        |
| „Main Offender”                | The Hives               | Tier 4 | Tier 5 | Tier 3   | Tier 5 | Tier 5        |
| „Maps”                         | Yeah Yeah Yeahs         | Tier 2 | Tier 1 | Tier 3   | Tier 1 | Tier 1        |
| „Mississippi Queen”            | Mountain                | Tier 1 | Tier 1 | Tier 2   | Tier 8 | Tier 1        |
| „Next to You”                  | The Police              | Tier 8 | Tier 7 | Tier 9   | Tier 7 | Tier 7        |
| „Orange Crush”                 | R.E.M.                  | Tier 4 | Tier 2 | Tier 5   | Tier 3 | Tier 2        |
| „Paranoid”                     | Black Sabbath           | Tier 6 | Tier 6 | Tier 5   | Tier 1 | Tier 6        |
| „Reptilia”                     | The Strokes             | Tier 7 | Tier 5 | Tier 3   | Tier 6 | Tier 5        |
| „Run to the Hills”             | Iron Maiden             | Tier 9 | Tier 9 | Tier 9   | Tier 9 | Tier 9        |
| „Sabotage”                     | Beastie Boys            | Tier 3 | Tier 3 | Tier 5   | Tier 4 | Tier 3        |
| „Say It Ain’t So”              | Weezer                  | Tier 1 | Tier 3 | Tier 1   | Tier 1 | Tier 3        |
| „Should I Stay or Should I Go” | The Clash               | Tier 2 | Tier 1 | Tier 4   | Tier 4 | Tier 1        |
| „Suffragette City”             | David Bowie             | Tier 5 | Tier 5 | Tier 3   | Tier 9 | Tier 5        |
| „The Hand That Feeds”          | Nine Inch Nails         | Tier 4 | Tier 2 | Tier 4   | Tier 4 | Tier 2        |
| „Tom Sawyer”                   | Rush                    | Tier 8 | Tier 8 | Tier 9   | Tier 9 | Tier 8        |
| „Train Kept A-Rollin'”         | Aerosmith               | Tier 6 | Tier 9 | Tier 7   | Tier 8 | Tier 8        |
| „Vasoline”                     | Stone Temple Pilots     | Tier 7 | Tier 7 | Tier 6   | Tier 4 | Tier 7        |
| „Wanted Dead or Alive”         | Bon Jovi                | Tier 4 | Tier 6 | Tier 1   | Tier 5 | Tier 6        |
| „Wave of Mutilation”           | Pixies                  | Tier 2 | Tier 2 | Tier 2   | Tier 5 | Tier 2        |
| „Welcome Home”                 | Coheed and Cambria      | Tier 6 | Tier 8 | Tier 6   | Tier 8 | Tier 8        |
| „When You Were Young”          | The Killers             | Tier 3 | Tier 4 | Tier 6   | Tier 6 | Tier 4        |
| „Won't Get Fooled Again”       | The Who                 | Tier 9 | Tier 7 | Tier 9   | Tier 8 | Tier 7        |

## Bonusowe Piosenki
| Piosenka                                | Artysta                                         | Zespół | Gitara | Perkusja | Wokal  | Bass   |
| --------------------------------------- | ----------------------------------------------- | ------ | ------ | -------- | ------ | ------ |
| „29 Fingers”                            | The Konks                                       | Tier 2 | Tier 3 | Tier 1   | Tier 4 | Tier 5 |
| „Blood Doll”                            | Anarchy Club                                    | Tier 4 | Tier 4 | Tier 2   | Tier 7 | Tier 2 |
| „Brainpower”                            | Freezepop                                       | Tier 6 | Tier 7 | Tier 5   | Tier 5 | Tier 7 |
| „Can’t Let Go”                          | Death of the Cool                               | Tier 6 | Tier 8 | Tier 5   | Tier 9 | Tier 4 |
| „Day Late, Dollar Short”                | The Acro-Brats                                  | Tier 4 | Tier 2 | Tier 4   | Tier 9 | Tier 4 |
| „I Get By”                              | Honest Bob and the Factory-to-Dealer Incentives | Tier 7 | Tier 5 | Tier 6   | Tier 9 | Tier 1 |
| „I’m So Sick”                           | Flyleaf                                         | Tier 3 | Tier 3 | Tier 3   | Tier 9 | Tier 3 |
| „Nightmare”                             | Crooked X                                       | Tier 4 | Tier 4 | Tier 3   | Tier 4 | Tier 5 |
| „Outside”                               | Tribe                                           | Tier 7 | Tier 5 | Tier 8   | Tier 6 | Tier 1 |
| „Pleasure (Pleasure)”                   | Bang Camaro                                     | Tier 6 | Tier 9 | Tier 2   | Tier 2 | Tier 3 |
| „Seven”                                 | Vagiant                                         | Tier 2 | Tier 2 | Tier 2   | Tier 8 | Tier 4 |
| „Time We Had”                           | The Mother Hips                                 | Tier 3 | Tier 1 | Tier 4   | Tier 3 | Tier 2 |
| „Timmy and the Lords of the Underworld” | Timmy and the Lords of the Underworld           | Tier 7 | Tier 9 | Tier 7   | Tier 9 | Tier 4 |

## Wii wizja
| Piosenka                   | Artysta                  | Zespół | Gitara | Perkusja | Wokal  | Bass   |
| -------------------------- | ------------------------ | ------ | ------ | -------- | ------ | ------ |
| „Dirty Little Secret”      | The All-American Rejects | Tier 3 | Tier 2 | Tier 3   | Tier 7 | Tier 2 |
| „Don’t Look Back in Anger” | Oasis                    | Tier 4 | Tier 4 | Tier 4   | Tier 5 | Tier 3 |
| „Roam”                     | The B-52’s               | Tier 4 | Tier 4 | Tier 2   | Tier 4 | Tier 4 |
| „Rockaway Beach”           | Ramones                  | Tier 2 | Tier 2 | Tier 2   | Tier 2 | Tier 2 |
| „Roxanne”                  | The Police               | Tier 2 | Tier 1 | Tier 1   | Tier 6 | Tier 1 |

## Europejska wizja
| Piosenka                | Artysta         | Zespół | Gitara | Perkusja | Wokal  | Bass   |
| ----------------------- | --------------- | ------ | ------ | -------- | ------ | ------ |
| „Beetlebum”             | Blur            | Tier 1 | Tier 1 | Tier 1   | Tier 2 | Tier 1 |
| „Countdown to Insanity” | H-Blockx        | Tier 3 | Tier 3 | Tier 2   | Tier 7 | Tier 3 |
| „Hier Kommt Alex”       | Die Toten Hosen | Tier 5 | Tier 7 | Tier 2   | Tier 6 | Tier 7 |
| „Hysteria”              | Muse            | Tier 6 | Tier 7 | Tier 5   | Tier 3 | Tier 9 |
| „Manu Chao”             | Les Wampas      | Tier 3 | Tier 3 | Tier 3   | Tier 7 | Tier 3 |
| „Monsoon”               | Tokio Hotel     | Tier 3 | Tier 2 | Tier 2   | Tier 6 | Tier 2 |
| „New Wave”              | Pleymo          | Tier 5 | Tier 5 | Tier 6   | Tier 8 | Tier 4 |
| „Perfekte Welle”        | Juli            | Tier 4 | Tier 4 | Tier 3   | Tier 7 | Tier 4 |
| „Rock ’n’ Roll Star”    | Oasis           | Tier 4 | Tier 5 | Tier 5   | Tier 6 | Tier 4 |

## Rock Band: Piosenki Dodatkowe do ściągnięcia
| Tytuł piosenki                                    | Artysta                                         | Dekada | Gatunek       | Singiel / Nazwa paczki                            | Data wydania   |
| ------------------------------------------------- | ----------------------------------------------- | ------ | ------------- | ------------------------------------------------- | -------------- |
| „Fortunate Son”                                   | Creedence Clearwater Revival                    | 1960s  | Southern Rock | Single                                            | Nov. 20, 2007  |
| „Juke Box Hero”                                   | Foreigner                                       | 1980s  | Classic Rock  | Single                                            | Nov. 20, 2007  |
| „Bang a Gong”                                     | T. Rex                                          | 1970s  | Glam          | Single                                            | Nov. 20, 2007  |
| „My Sharona”                                      | The Knack                                       | 1970s  | Pop/Rock      | Single                                            | Nov. 20, 2007  |
| „Cherry Bomb”                                     | The Runaways                                    | 1970s  | Punk          | Single                                            | Nov. 20, 2007  |
| „Joker & the Thief”                               | Wolfmother                                      | 2000s  | Rock          | Single                                            | Nov. 20, 2007  |
| „Ride the Lightning”                              | Metallica                                       | 1980s  | Metal         | Metallica 01                                      | Nov. 20, 2007  |
| „Blackened”                                       | Metallica                                       | 1980s  | Metal         | Metallica 01                                      | Nov. 20, 2007  |
| „…And Justice for All”                            | Metallica                                       | 1980s  | Metal         | Metallica 01                                      | Nov. 20, 2007  |
| „3's & 7's”                                       | Queens of the Stone Age                         | 2000s  | Alternative   | Queens of the Stone Age 01                        | Nov. 20, 2007  |
| „Little Sister”                                   | Queens of the Stone Age                         | 2000s  | Alternative   | Queens of the Stone Age 01                        | Nov. 20, 2007  |
| „Sick, Sick, Sick”                                | Queens of the Stone Age                         | 2000s  | Alternative   | Queens of the Stone Age 01                        | Nov. 20, 2007  |
| „Can’t Stand Losing You”                          | The Police                                      | 1970s  | Pop/Rock      | The Police 01                                     | Nov. 20, 2007  |
| „Synchronicity II”                                | The Police                                      | 1980s  | Pop/Rock      | The Police 01                                     | Nov. 20, 2007  |
| „Roxanne”                                         | The Police                                      | 1970s  | Pop/Rock      | The Police 01                                     | Nov. 20, 2007  |
| „Heroes”                                          | David Bowie                                     | 1970s  | Glam          | David Bowie 01                                    | Nov. 27, 2007  |
| „Moonage Daydream”                                | David Bowie                                     | 1970s  | Glam          | David Bowie 01                                    | Nov. 27, 2007  |
| „Queen Bitch”                                     | David Bowie                                     | 1970s  | Glam          | David Bowie 01                                    | Nov. 27, 2007  |
| „N.I.B.”                                          | Black Sabbath                                   | 1970s  | Metal         | Black Sabbath 01                                  | Dec. 4, 2007   |
| „Sweet Leaf”                                      | Black Sabbath                                   | 1970s  | Metal         | Black Sabbath 01                                  | Dec. 4, 2007   |
| „War Pigs”                                        | Black Sabbath                                   | 1970s  | Metal         | Black Sabbath 01                                  | Dec. 4, 2007   |
| „Ever Fallen in Love”                             | Buzzcocks                                       | 1970s  | Punk          | Punk 01                                           | Dec. 11, 2007  |
| „I Fought the Law”                                | The Clash                                       | 1970s  | Punk          | Punk 01                                           | Dec. 11, 2007  |
| „Rockaway Beach”                                  | Ramones                                         | 1970s  | Punk          | Punk 01                                           | Dec. 11, 2007  |
| „My Iron Lung”                                    | Radiohead                                       | 1990s  | Alternative   | Single                                            | Dec. 18, 2007  |
| „Brass in Pocket”                                 | The Pretenders                                  | 1980s  | Pop/Rock      | Single                                            | Dec. 18, 2007  |
| „Buddy Holly”                                     | Weezer                                          | 1990s  | Alternative   | Single                                            | Dec. 18, 2007  |
| „Attack”                                          | 30 Seconds to Mars                              | 2000s  | Rock          | Single                                            | Dec. 25, 2007  |
| „The Kill”                                        | 30 Seconds to Mars                              | 2000s  | Rock          | Single                                            | Dec. 25, 2007  |
| „Dirty Little Secret”                             | The All-American Rejects                        | 2000s  | Emo           | Single                                            | Dec. 25, 2007  |
| „Move Along”                                      | The All-American Rejects                        | 2000s  | Emo           | Single                                            | Dec. 25, 2007  |
| „Song with a Mission”                             | The Sounds                                      | 2000s  | Alternative   | Single                                            | Dec. 25, 2007  |
| „Gimme Three Steps”                               | Lynyrd Skynyrd                                  | 1970s  | Southern Rock | Single                                            | Jan. 1, 2008   |
| „Hard to Handle”                                  | The Black Crowes                                | 1990s  | Rock          | Single                                            | Jan. 1, 2008   |
| „Limelight”                                       | Rush                                            | 1980s  | Progressive   | Single                                            | Jan. 1, 2008   |
| „Die, All Right!”                                 | The Hives                                       | 2000s  | Punk          | Single                                            | Jan. 1, 2008   |
| „Interstate Love Song”                            | Stone Temple Pilots                             | 1990s  | Rock          | Single                                            | Jan. 1, 2008   |
| „The Number of the Beast”                         | Iron Maiden                                     | 1980s  | Metal         | Single                                            | Jan. 8, 2008   |
| „Action”                                          | Sweet                                           | 1970s  | Glam          | Single                                            | Jan. 8, 2008   |
| „Last Train to Clarksville”                       | The Monkees                                     | 1960s  | Pop/Rock      | Single                                            | Jan. 15, 2008  |
| „All the Small Things”                            | Blink-182                                       | 1990s  | Punk          | Single                                            | Jan. 15, 2008  |
| „Don’t Look Back in Anger”                        | Oasis                                           | 1990s  | Rock          | Oasis 01                                          | Jan. 22, 2008  |
| „Live Forever”                                    | Oasis                                           | 1990s  | Rock          | Oasis 01                                          | Jan. 22, 2008  |
| „Wonderwall”                                      | Oasis                                           | 1990s  | Rock          | Oasis 01                                          | Jan. 22, 2008  |
| „Siva”                                            | Smashing Pumpkins                               | 1990s  | Alternative   | Single                                            | Jan. 29, 2008  |
| „Working Man”                                     | Rush                                            | 1970s  | Progressive   | Single                                            | Jan. 29, 2008  |
| „Ten Speed (Of God’s Blood and Burial)”           | Coheed and Cambria                              | 2000s  | Progressive   | Single                                            | Jan. 29, 2008  |
| „Roam”                                            | The B-52’s                                      | 1980s  | Pop/Rock      | Single                                            | Feb. 5, 2008   |
| „We Care a Lot”                                   | Faith No More                                   | 1980s  | Rock          | Single                                            | Feb. 5, 2008   |
| „Calling Dr. Love”                                | Kiss                                            | 1970s  | Classic Rock  | Single                                            | Feb. 5, 2008   |
| „Complete Control”                                | The Clash                                       | 1970s  | Punk          | (Arguably) Punk 02                                | Feb. 12, 2008  |
| „Truth Hits Everybody”                            | The Police                                      | 1970s  | Rock          | (Arguably) Punk 02                                | Feb. 12, 2008  |
| „Teenage Lobotomy”                                | Ramones                                         | 1970s  | Punk          | (Arguably) Punk 02                                | Feb. 12, 2008  |
| „Sex Type Thing”                                  | Stone Temple Pilots                             | 1990s  | Alternative   | Single                                            | Feb. 19, 2008  |
| „El Scorcho”                                      | Weezer                                          | 1990s  | Alternative   | Single                                            | Feb. 19, 2008  |
| „Why Do You Love Me”                              | Garbage                                         | 2000s  | Pop/Rock      | Single                                            | Feb. 19, 2008  |
| „March of the Pigs”                               | Nine Inch Nails                                 | 1990s  | Rock          | Nine Inch Nails 01                                | Feb. 26, 2008  |
| „The Collector”                                   | Nine Inch Nails                                 | 2000s  | Rock          | Nine Inch Nails 01                                | Feb. 26, 2008  |
| „The Perfect Drug”                                | Nine Inch Nails                                 | 1990s  | Rock          | Nine Inch Nails 01                                | Feb. 26, 2008  |
| „China Cat Sunflower”                             | Grateful Dead                                   | 1960s  | Classic Rock  | Grateful Dead 01                                  | Mar. 4, 2008   |
| „Casey Jones”                                     | Grateful Dead                                   | 1970s  | Classic Rock  | Grateful Dead 01                                  | Mar. 4, 2008   |
| „Sugar Magnolia”                                  | Grateful Dead                                   | 1970s  | Classic Rock  | Grateful Dead 01                                  | Mar. 4, 2008   |
| „Truckin'”                                        | Grateful Dead                                   | 1970s  | Classic Rock  | Grateful Dead 01                                  | Mar. 4, 2008   |
| „Franklin’s Tower”                                | Grateful Dead                                   | 1970s  | Classic Rock  | Grateful Dead 01                                  | Mar. 4, 2008   |
| „I Need a Miracle”                                | Grateful Dead                                   | 1970s  | Classic Rock  | Grateful Dead 01                                  | Mar. 4, 2008   |
| „Crushcrushcrush”                                 | Paramore                                        | 2000s  | Pop/Rock      | Single                                            | Mar. 11, 2008  |
| „Beethoven’s C***”                                | Serj Tankian                                    | 2000s  | Rock          | Single                                            |                |
| „Shockwave”                                       | Black Tide                                      | 2000s  | Metal         | Single                                            | Mar. 11, 2008  |
| „Blinded by Fear”                                 | At the Gates                                    | 1990s  | Metal         | Earache Thrash 01                                 | Mar. 18, 2008  |
| „D.O.A.”                                          | The Haunted                                     | 2000s  | Metal         | Earache Thrash 01                                 | Mar. 18, 2008  |
| „Thrasher”                                        | Evile                                           | 2000s  | Metal         | Earache Thrash 01                                 | Mar. 18, 2008  |
| „Peace of Mind”                                   | Boston                                          | 1970s  | Classic Rock  | Boston 01                                         | Mar. 25, 2008  |
| „More Than a Feeling”                             | Boston                                          | 1970s  | Classic Rock  | Boston 01                                         | Mar. 25, 2008  |
| „Smokin'”                                         | Boston                                          | 1970s  | Classic Rock  | Boston 01                                         | Mar. 25, 2008  |
| „Rock and Roll Band”                              | Boston                                          | 1970s  | Classic Rock  | Boston 01                                         | Mar. 25, 2008  |
| „Something About You”                             | Boston                                          | 1970s  | Classic Rock  | Boston 01                                         | Mar. 25, 2008  |
| „Hitch a Ride”                                    | Boston                                          | 1970s  | Classic Rock  | Boston 01                                         | Mar. 25, 2008  |
| „Still Alive”                                     | GLaDOS and Jonathan Coulton                     | 2000s  | Pop/Rock      | Single                                            | Apr. 1, 2008   |
| „Rock Rebellion”                                  | Bang Camaro                                     | 2000s  | Rock          | Harmonix 01                                       | Apr. 8, 2008   |
| „Shake”                                           | Count Zero                                      | 2000s  | Rock          | Harmonix 01                                       | Apr. 8, 2008   |
| „Sprode”                                          | Freezepop                                       | 2000s  | Pop/Rock      | Harmonix 01                                       | Apr. 8, 2008   |
| „Simple Man”                                      | Lynyrd Skynyrd                                  | 1970s  | Southern Rock | Classic Rock 01                                   | Apr. 15, 2008  |
| „Message in a Bottle”                             | The Police                                      | 1970s  | Rock          | Classic Rock 01                                   | Apr. 15, 2008  |
| „Call Me”                                         | Blondie                                         | 1980s  | Pop/Rock      | Classic Rock 01                                   | Apr. 15, 2008  |
| „Saints of Los Angeles”                           | Mötley Crüe                                     | 2000s  | Rock          | Single                                            | Apr. 15, 2008  |
| „The Hellion/Electric Eye”                        | Judas Priest                                    | 1980s  | Metal         | Screaming for Vengeance                           | Apr. 22, 2008  |
| „Riding on the Wind”                              | Judas Priest                                    | 1980s  | Metal         | Screaming for Vengeance                           | Apr. 22, 2008  |
| „Bloodstone”                                      | Judas Priest                                    | 1980s  | Metal         | Screaming for Vengeance                           | Apr. 22, 2008  |
| „(Take These) Chains”                             | Judas Priest                                    | 1980s  | Metal         | Screaming for Vengeance                           | Apr. 22, 2008  |
| „Pain and Pleasure”                               | Judas Priest                                    | 1980s  | Metal         | Screaming for Vengeance                           | Apr. 22, 2008  |
| „Screaming for Vengeance”                         | Judas Priest                                    | 1980s  | Metal         | Screaming for Vengeance                           | Apr. 22, 2008  |
| „You've Got Another Thing Comin'”                 | Judas Priest                                    | 1980s  | Metal         | Screaming for Vengeance                           | Apr. 22, 2008  |
| „Fever”                                           | Judas Priest                                    | 1980s  | Metal         | Screaming for Vengeance                           | Apr. 22, 2008  |
| „Devil’s Child”                                   | Judas Priest                                    | 1980s  | Metal         | Screaming for Vengeance                           | Apr. 22, 2008  |
| „Red Tandy”                                       | The Mother Hips                                 | 2000s  | Rock          | Single                                            | Apr. 29, 2008  |
| „Time-Sick Son of a Grizzly Bear”                 | The Mother Hips                                 | 2000s  | Rock          | Single                                            | Apr. 29, 2008  |
| „Zero”                                            | Smashing Pumpkins                               | 1990s  | Alternative   | Single                                            | Apr. 29, 2008  |
| „This Ain’t a Scene, It’s an Arms Race”           | Fall Out Boy                                    | 2000s  | Pop/Rock      | Scene 01                                          | May 6, 2008    |
| „Date with the Night”                             | Yeah Yeah Yeahs                                 | 2000s  | Rock          | Scene 01                                          | May 6, 2008    |
| „It Hurts”                                        | Angels & Airwaves                               | 2000s  | Alternative   | Scene 01                                          | May 6, 2008    |
| „Hanging on the Telephone”                        | Blondie                                         | 1970s  | Pop/Rock      | Single                                            | May 13, 2008   |
| „Train in Vain (Stand by Me)”                     | The Clash                                       | 1970s  | Punk          | Single                                            | May 13, 2008   |
| „Kool Thing”                                      | Sonic Youth                                     | 1990s  | Alternative   | Single                                            | May 13, 2008   |
| „Beetlebum”                                       | Blur                                            | 1990s  | Alternative   | Single                                            | May 20, 2008   |
| „Countdown to Insanity”                           | H-Blockx                                        | 2000s  | Rock          | Single                                            | May 20, 2008   |
| „Hier Kommt Alex”                                 | Die Toten Hosen                                 | 1980s  | Punk          | Single                                            | May 20, 2008   |
| „Hysteria”                                        | Muse                                            | 2000s  | Alternative   | Single                                            | May 20, 2008   |
| „Manu Chao”                                       | Les Wampas                                      | 2000s  | Punk          | Single                                            | May 20, 2008   |
| „Monsoon”                                         | Tokio Hotel                                     | 2000s  | Glam          | Single                                            | May 20, 2008   |
| „New Wave”                                        | Pleymo                                          | 2000s  | Metal         | Single                                            | May 20, 2008   |
| „Perfekte Welle”                                  | Juli                                            | 2000s  | Rock          | Single                                            | May 20, 2008   |
| „Rock ’n’ Roll Star”                              | Oasis                                           | 1990s  | Rock          | Single                                            | May 20, 2008   |
| „Good Times Roll”                                 | The Cars                                        | 1970s  | Rock          | The Cars                                          | May 27, 2008   |
| „My Best Friend’s Girl”                           | The Cars                                        | 1970s  | Rock          | The Cars                                          | May 27, 2008   |
| „Just What I Needed”                              | The Cars                                        | 1970s  | Rock          | The Cars                                          | May 27, 2008   |
| „I’m in Touch with Your World”                    | The Cars                                        | 1970s  | Rock          | The Cars                                          | May 27, 2008   |
| „Don't Cha Stop"                                  | The Cars                                        | 1970s  | Rock          | The Cars                                          | May 27, 2008   |
| „You're All I've Got Tonight”                     | The Cars                                        | 1970s  | Rock          | The Cars                                          | May 27, 2008   |
| „Bye Bye Love”                                    | The Cars                                        | 1970s  | Rock          | The Cars                                          | May 27, 2008   |
| „Moving in Stereo”                                | The Cars                                        | 1970s  | Rock          | The Cars                                          | May 27, 2008   |
| „All Mixed Up”                                    | The Cars                                        | 1970s  | Rock          | The Cars                                          | May 27, 2008   |
| „Indestructible”                                  | Disturbed                                       | 2000s  | Nu-Metal      | Disturbed 01                                      | June 3, 2008   |
| „Inside the Fire”                                 | Disturbed                                       | 2000s  | Nu-Metal      | Disturbed 01                                      | June 3, 2008   |
| „Perfect Insanity”                                | Disturbed                                       | 2000s  | Nu-Metal      | Disturbed 01                                      | June 3, 2008   |
| „Cheeseburger in Paradise”                        | Jimmy Buffett                                   | 1970s  | Rock          | Jimmy Buffett 01                                  | June 3, 2008   |
| „Margaritaville”                                  | Jimmy Buffett                                   | 1970s  | Rock          | Jimmy Buffett 01                                  | June 3, 2008   |
| „Volcano”                                         | Jimmy Buffett                                   | 1970s  | Rock          | Jimmy Buffett 01                                  | June 3, 2008   |
| „Moving to Seattle”                               | The Material                                    | 2000s  | Alternative   | MTV2 01                                           | June 10, 2008  |
| „A Clean Shot”                                    | The Myriad                                      | 2000s  | Alternative   | MTV2 01                                           | June 10, 2008  |
| „Bullets & Guns”                                  | Them Terribles                                  | 2000s  | Alternative   | MTV2 01                                           | June 10, 2008  |
| „Girls Who Play Guitars”                          | Maxïmo Park                                     | 2000s  | Pop/Rock      | Single                                            | June 10, 2008  |
| „Critical Acclaim”                                | Avenged Sevenfold                               | 2000s  | Metal         | Single                                            | June 17, 2008  |
| „Afterlife”                                       | Avenged Sevenfold                               | 2000s  | Metal         | Single                                            | June 17, 2008  |
| „Hammerhead”                                      | The Offspring                                   | 2000s  | Rock          | Single                                            | June 17, 2008  |
| „Rock n' Roll Dream”                              | Crooked X                                       | 2000s  | Rock          | Single                                            | June 17, 2008  |
| „Debaser”                                         | Pixies                                          | 1980s  | Alternative   | Doolittle                                         | June 24, 2008  |
| „Tame”                                            | Pixies                                          | 1980s  | Alternative   | Doolittle                                         | June 24, 2008  |
| „I Bleed”                                         | Pixies                                          | 1980s  | Alternative   | Doolittle                                         | June 24, 2008  |
| „Here Comes Your Man”                             | Pixies                                          | 1980s  | Alternative   | Doolittle                                         | June 24, 2008  |
| „Dead”                                            | Pixies                                          | 1980s  | Alternative   | Doolittle                                         | June 24, 2008  |
| „Monkey Gone to Heaven”                           | Pixies                                          | 1980s  | Alternative   | Doolittle                                         | June 24, 2008  |
| „Mr. Grieves”                                     | Pixies                                          | 1980s  | Alternative   | Doolittle                                         | June 24, 2008  |
| „Crackity Jones”                                  | Pixies                                          | 1980s  | Alternative   | Doolittle                                         | June 24, 2008  |
| „La La Love You”                                  | Pixies                                          | 1980s  | Alternative   | Doolittle                                         | June 24, 2008  |
| „No. 13 Baby”                                     | Pixies                                          | 1980s  | Alternative   | Doolittle                                         | June 24, 2008  |
| „There Goes My Gun”                               | Pixies                                          | 1980s  | Alternative   | Doolittle                                         | June 24, 2008  |
| „Hey”                                             | Pixies                                          | 1980s  | Alternative   | Doolittle                                         | June 24, 2008  |
| „Silver”                                          | Pixies                                          | 1980s  | Alternative   | Doolittle                                         | June 24, 2008  |
| „Gouge Away”                                      | Pixies                                          | 1980s  | Alternative   | Doolittle                                         | June 24, 2008  |
| „Dreamin'”                                        | Weezer                                          | 2000s  | Alternative   | Weezer 01                                         | June 24, 2008  |
| „The Greatest Man That Ever Lived”                | Weezer                                          | 2000s  | Alternative   | Weezer 01                                         | June 24, 2008  |
| „Troublemaker”                                    | Weezer                                          | 2000s  | Alternative   | Weezer 01                                         | June 24, 2008  |
| „Down at the Whisky”                              | Mötley Crüe                                     | 2000s  | Metal         | Crüefest 01                                       | July 1, 2008   |
| „Time Is Running Out”                             | Papa Roach                                      | 2000s  | Alternative   | Crüefest 01                                       | July 1, 2008   |
| „Who’s Going Home with You Tonight?”              | Trapt                                           | 2000s  | Nu-Metal      | Crüefest 01                                       | July 1, 2008   |
| „Promised Land”                                   | Vesuvius                                        | 2000s  | Rock          | Single                                            | July 1, 2008   |
| „Snow (Hey Oh)”                                   | Red Hot Chili Peppers                           | 2000s  | Rock          | Single                                            | July 8, 2008   |
| „Tell Me Baby”                                    | Red Hot Chili Peppers                           | 2000s  | Rock          | Single                                            | July 8, 2008   |
| „Closer to the Heart”                             | Rush                                            | 1970s  | Progressive   | Single                                            | July 8, 2008   |
| „Working Man” (Vault Edition)                     | Rush                                            | 1970s  | Progressive   | Single                                            | July 8, 2008   |
| „Amazing Journey”                                 | The Who                                         | 1960s  | Classic Rock  | The Best of The Who (Rock Band Edition)           | July 15, 2008  |
| „Baba O’Riley”                                    | The Who                                         | 1970s  | Classic Rock  | The Best of The Who (Rock Band Edition)           | July 15, 2008  |
| „Behind Blue Eyes”                                | The Who                                         | 1970s  | Classic Rock  | The Best of The Who (Rock Band Edition)           | July 15, 2008  |
| „Eminence Front”                                  | The Who                                         | 1980s  | Classic Rock  | The Best of The Who (Rock Band Edition)           | July 15, 2008  |
| „Going Mobile”                                    | The Who                                         | 1970s  | Classic Rock  | The Best of The Who (Rock Band Edition)           | July 15, 2008  |
| „Leaving Here”                                    | The Who                                         | 1960s  | Classic Rock  | The Best of The Who (Rock Band Edition)           | July 15, 2008  |
| „My Generation” (Live at Leeds)                   | The Who                                         | 1970s  | Classic Rock  | The Best of The Who (Rock Band Edition)           | July 15, 2008  |
| „Real Good Looking Boy”                           | The Who                                         | 2000s  | Classic Rock  | The Best of The Who (Rock Band Edition)           | July 15, 2008  |
| „Sea and Sand”                                    | The Who                                         | 1970s  | Classic Rock  | The Best of The Who (Rock Band Edition)           | July 15, 2008  |
| „Summertime Blues” (Live at Leeds)                | The Who                                         | 1970s  | Classic Rock  | The Best of The Who (Rock Band Edition)           | July 15, 2008  |
| „Who Are You”                                     | The Who                                         | 1970s  | Classic Rock  | The Best of The Who (Rock Band Edition)           | July 15, 2008  |
| „Young Man Blues” (Live at Leeds)                 | The Who                                         | 1970s  | Classic Rock  | The Best of The Who (Rock Band Edition)           | July 15, 2008  |
| „Burn”                                            | Nine Inch Nails                                 | 1990s  | Rock          | Nine Inch Nails 02                                | July 22, 2008  |
| „Capital G”                                       | Nine Inch Nails                                 | 2000s  | Rock          | Nine Inch Nails 02                                | July 22, 2008  |
| „Last”                                            | Nine Inch Nails                                 | 1990s  | Rock          | Nine Inch Nails 02                                | July 22, 2008  |
| „Devour”                                          | Shinedown                                       | 2000s  | Nu-Metal      | Single                                            | July 22, 2008  |
| „Junkies for Fame”                                | Shinedown                                       | 2000s  | Nu-Metal      | Single                                            | July 22, 2008  |
| „They Say”                                        | Scars on Broadway                               | 2000s  | Rock          | Single                                            | July 29, 2008  |
| „This Is It”                                      | Staind                                          | 2000s  | Nu-Metal      | Single                                            | July 29, 2008  |
| „Electric Crown”                                  | Testament                                       | 1990s  | Metal         | Single                                            | July 29, 2008  |
| „Yomp”                                            | Thenewno2                                       | 2000s  | Pop/Rock      | Single                                            | July 29, 2008  |
| „Toxicity”                                        | System of a Down                                | 2000s  | Metal         | Single                                            | Aug. 5, 2008   |
| „B.Y.O.B.”                                        | System of a Down                                | 2000s  | Alternative   | Single                                            | Aug. 5, 2008   |
| „Face Down in the Dirt”                           | Mötley Crüe                                     | 2000s  | Rock          | Crüefest 02                                       | Aug. 5, 2008   |
| „Rescue Me”                                       | Buckcherry                                      | 2000s  | Rock          | Crüefest 02                                       | Aug. 5, 2008   |
| „Life Is Beautiful”                               | Sixx:A.M.                                       | 2000s  | Rock          | Crüefest 02                                       | Aug. 5, 2008   |
| „Aesthetics of Hate”                              | Machine Head                                    | 2000s  | Metal         | Roadrunner Records 01                             | Aug. 12, 2008  |
| „Clouds Over California”                          | DevilDriver                                     | 2000s  | Metal         | Roadrunner Records 01                             | Aug. 12, 2008  |
| „Constant Motion”                                 | Dream Theater                                   | 2000s  | Metal         | Roadrunner Records 01                             | Aug. 12, 2008  |
| „My Curse”                                        | Killswitch Engage                               | 2000s  | Nu-Metal      | Roadrunner Records 01                             | Aug. 12, 2008  |
| „Runnin' Wild”                                    | Airbourne                                       | 2000s  | Rock          | Roadrunner Records 01                             | Aug. 12, 2008  |
| „Sleepwalker”                                     | Megadeth                                        | 2000s  | Metal         | Roadrunner Records 01                             | Aug. 12, 2008  |
| „Girl U Want”                                     | Devo                                            | 2000s  | New Wave      | Single                                            | Aug. 19, 2008  |
| „Through Being Cool”                              | Devo                                            | 2000s  | New Wave      | Single                                            | Aug. 19, 2008  |
| „Rio”                                             | Duran Duran                                     | 1980s  | Pop/Rock      | Single                                            | Aug. 19, 2008  |
| „Girls on Film”                                   | Duran Duran                                     | 1980s  | Pop/Rock      | Single                                            | Aug. 19, 2008  |
| „Get Your Rock On”                                | The Janitors                                    | 2000s  | Pop/Rock      | Single                                            | Aug. 19, 2008  |
| „All Over Again”                                  | Locksley                                        | 2000s  | Pop/Rock      | Locksley 01                                       | Aug. 28, 2008  |
| „She Does”                                        | Locksley                                        | 2000s  | Pop/Rock      | Locksley 01                                       | Aug. 28, 2008  |
| „Don’t Make Me Wait”                              | Locksley                                        | 2000s  | Pop/Rock      | Locksley 01                                       | Aug. 28, 2008  |
| „Skullcrusher Mountain”                           | Jonathan Coulton                                | 2000s  | Pop/Rock      | The PAX 2008 Collection                           | Sept. 2, 2008  |
| „Livin' on the Corner of Dude and Catastrophe”    | MC Frontalot feat. Brad Sucks                   | 2000s  | Other         | The PAX 2008 Collection                           | Sept. 2, 2008  |
| „Shhh...”                                         | The Darkest of the Hillside Thickets            | 2000s  | Rock          | The PAX 2008 Collection                           | Sept. 2, 2008  |
| „This Calling”                                    | All That Remains                                | 2000s  | Metal         | All That Remains 01                               | Sept. 9, 2008  |
| „Chiron”                                          | All That Remains                                | 2000s  | Metal         | All That Remains 01                               | Sept. 9, 2008  |
| „Two Weeks”                                       | All That Remains                                | 2000s  | Metal         | All That Remains 01                               | Sept. 9, 2008  |
| „Charlene (I’m Right Behind You)”                 | Stephen and the Colberts                        | 1980s  | Pop/Rock      | Single                                            | Sept. 11, 2008 |
| „One of Those Nights”                             | The Cab                                         | 2000s  | Pop/Rock      | Rock Band Live 2008 Tour 01                       | Sept. 16, 2008 |
| „Hands Down”                                      | Dashboard Confessional                          | 2000s  | Pop/Rock      | Rock Band Live 2008 Tour 01                       | Sept. 16, 2008 |
| „She’s a Handsome Woman”                          | Panic at the Disco                              | 2000s  | Pop/Rock      | Rock Band Live 2008 Tour 01                       | Sept. 16, 2008 |
| „Natural Disaster”                                | Plain White T’s                                 | 2000s  | Pop/Rock      | Rock Band Live 2008 Tour 01                       | Sept. 16, 2008 |
| „Wake Up Dead”                                    | Megadeth                                        | 1980s  | Metal         | Peace Sells... But Who’s Buying?                  | Sept. 16, 2008 |
| „The Conjuring”                                   | Megadeth                                        | 1980s  | Metal         | Peace Sells... But Who’s Buying?                  | Sept. 16, 2008 |
| „Devil’s Island”                                  | Megadeth                                        | 1980s  | Metal         | Peace Sells... But Who’s Buying?                  | Sept. 16, 2008 |
| „Good Mourning/Black Friday”                      | Megadeth                                        | 1980s  | Metal         | Peace Sells... But Who’s Buying?                  | Sept. 16, 2008 |
| „Bad Omen”                                        | Megadeth                                        | 1980s  | Metal         | Peace Sells... But Who’s Buying?                  | Sept. 16, 2008 |
| „I Ain’t Superstitious”                           | Megadeth                                        | 1980s  | Metal         | Peace Sells... But Who’s Buying?                  | Sept. 16, 2008 |
| „My Last Words”                                   | Megadeth                                        | 1980s  | Metal         | Peace Sells... But Who’s Buying?                  | Sept. 16, 2008 |
| „Tom Sawyer” (Original Version)                   | Rush                                            | 1980s  | Progressive   | Moving Pictures                                   | Sept. 23, 2008 |
| „Red Barchetta”                                   | Rush                                            | 1980s  | Progressive   | Moving Pictures                                   | Sept. 23, 2008 |
| „YYZ”                                             | Rush                                            | 1980s  | Progressive   | Moving Pictures                                   | Sept. 23, 2008 |
| „Limelight” (Original Version)                    | Rush                                            | 1980s  | Progressive   | Moving Pictures                                   | Sept. 23, 2008 |
| „The Camera Eye”                                  | Rush                                            | 1980s  | Progressive   | Moving Pictures                                   | Sept. 23, 2008 |
| „Witch Hunt (Part III of Fear)”                   | Rush                                            | 1980s  | Progressive   | Moving Pictures                                   | Sept. 23, 2008 |
| „Vital Signs”                                     | Rush                                            | 1980s  | Progressive   | Moving Pictures                                   | Sept. 23, 2008 |
| „Sorrow”                                          | Bad Religion                                    | 2000s  | Punk          | Single                                            | Sept. 23, 2008 |
| „She Sells Sanctuary”                             | The Cult                                        | 1980s  | Rock          | Single                                            | Sept. 23, 2008 |
| „Bandages”                                        | Hot Hot Heat                                    | 2000s  | Alternative   | Single                                            | Sept. 23, 2008 |
| „Shoot the Runner”                                | Kasabian                                        | 2000s  | Alternative   | Single                                            | Sept. 23, 2008 |
| „You're No Rock N Roll Fun”                       | Sleater-Kinney                                  | 2000s  | Alternative   | Single                                            | Sept. 23, 2008 |
| „Love Spreads”                                    | The Stone Roses                                 | 1990s  | Alternative   | Single                                            | Sept. 23, 2008 |
| „The Power of Equality”                           | Red Hot Chili Peppers                           | 1990s  | Alternative   | Blood Sugar Sex Magik                             | Sept. 30, 2008 |
| „If You Have to Ask”                              | Red Hot Chili Peppers                           | 1990s  | Alternative   | Blood Sugar Sex Magik                             | Sept. 30, 2008 |
| „Breaking the Girl”                               | Red Hot Chili Peppers                           | 1990s  | Alternative   | Blood Sugar Sex Magik                             | Sept. 30, 2008 |
| „Funky Monks”                                     | Red Hot Chili Peppers                           | 1990s  | Alternative   | Blood Sugar Sex Magik                             | Sept. 30, 2008 |
| „Suck My Kiss”                                    | Red Hot Chili Peppers                           | 1990s  | Alternative   | Blood Sugar Sex Magik                             | Sept. 30, 2008 |
| „I Could Have Lied”                               | Red Hot Chili Peppers                           | 1990s  | Alternative   | Blood Sugar Sex Magik                             | Sept. 30, 2008 |
| „Mellowship Slinky in B Major”                    | Red Hot Chili Peppers                           | 1990s  | Alternative   | Blood Sugar Sex Magik                             | Sept. 30, 2008 |
| „The Righteous and the Wicked”                    | Red Hot Chili Peppers                           | 1990s  | Alternative   | Blood Sugar Sex Magik                             | Sept. 30, 2008 |
| „Blood Sugar Sex Magik”                           | Red Hot Chili Peppers                           | 1990s  | Alternative   | Blood Sugar Sex Magik                             | Sept. 30, 2008 |
| „Under the Bridge”                                | Red Hot Chili Peppers                           | 1990s  | Alternative   | Blood Sugar Sex Magik                             | Sept. 30, 2008 |
| „Naked in the Rain”                               | Red Hot Chili Peppers                           | 1990s  | Alternative   | Blood Sugar Sex Magik                             | Sept. 30, 2008 |
| „Apache Rose Peacock”                             | Red Hot Chili Peppers                           | 1990s  | Alternative   | Blood Sugar Sex Magik                             | Sept. 30, 2008 |
| „The Greeting Song”                               | Red Hot Chili Peppers                           | 1990s  | Alternative   | Blood Sugar Sex Magik                             | Sept. 30, 2008 |
| „My Lovely Man”                                   | Red Hot Chili Peppers                           | 1990s  | Alternative   | Blood Sugar Sex Magik                             | Sept. 30, 2008 |
| „Sir Psycho Sexy”                                 | Red Hot Chili Peppers                           | 1990s  | Alternative   | Blood Sugar Sex Magik                             | Sept. 30, 2008 |
| „They're Red Hot”                                 | Red Hot Chili Peppers                           | 1990s  | Alternative   | Blood Sugar Sex Magik                             | Sept. 30, 2008 |
| „All Right Now”                                   | Free                                            | 1970s  | Classic Rock  | Single                                            | Oct. 7, 2008   |
| „Stop!”                                           | Against Me!                                     | 2000s  | Punk          | Single                                            | Oct. 7, 2008   |
| „Bad to the Bone”                                 | George Thorogood & the Destroyers               | 1980s  | Rock          | Single                                            | Oct. 7, 2008   |
| „Cream and Bastards Rise”                         | Harvey Danger                                   | 2000s  | Alternative   | Single                                            | Oct. 7, 2008   |
| „Nearly Lost You”                                 | Screaming Trees                                 | 1990s  | Grunge        | Single                                            | Oct. 7, 2008   |
| „Push It”                                         | Static-X                                        | 1990s  | Metal         | Single                                            | Oct. 7, 2008   |
| „Gone Away”                                       | The Offspring                                   | 1990s  | Rock          | The Offspring 01                                  | Oct. 7, 2008   |
| „Pretty Fly (for a White Guy)”                    | The Offspring                                   | 1990s  | Rock          | The Offspring 01                                  | Oct. 7, 2008   |
| „Self Esteem”                                     | The Offspring                                   | 1990s  | Rock          | The Offspring 01                                  | Oct. 7, 2008   |
| „Dr. Feelgood”                                    | Mötley Crüe                                     | 1980s  | Metal         | Dr. Feelgood                                      | Oct. 14, 2008  |
| „Slice of Your Pie”                               | Mötley Crüe                                     | 1980s  | Metal         | Dr. Feelgood                                      | Oct. 14, 2008  |
| „Rattlesnake Shake”                               | Mötley Crüe                                     | 1980s  | Metal         | Dr. Feelgood                                      | Oct. 14, 2008  |
| „Kickstart My Heart”                              | Mötley Crüe                                     | 1980s  | Metal         | Dr. Feelgood                                      | Oct. 14, 2008  |
| „Without You”                                     | Mötley Crüe                                     | 1980s  | Metal         | Dr. Feelgood                                      | Oct. 14, 2008  |
| „Same Ol' Situation (S.O.S.)”                     | Mötley Crüe                                     | 1980s  | Metal         | Dr. Feelgood                                      | Oct. 14, 2008  |
| „Sticky Sweet”                                    | Mötley Crüe                                     | 1980s  | Metal         | Dr. Feelgood                                      | Oct. 14, 2008  |
| „She Goes Down”                                   | Mötley Crüe                                     | 1980s  | Metal         | Dr. Feelgood                                      | Oct. 14, 2008  |
| „Don’t Go Away Mad (Just Go Away)”                | Mötley Crüe                                     | 1980s  | Metal         | Dr. Feelgood                                      | Oct. 14, 2008  |
| „Time for Change”                                 | Mötley Crüe                                     | 1980s  | Metal         | Dr. Feelgood                                      | Oct. 14, 2008  |
| „Breed”                                           | Nirvana                                         | 1990s  | Grunge        | Nirvana 01                                        | Oct. 21, 2008  |
| „Lounge Act”                                      | Nirvana                                         | 1990s  | Grunge        | Nirvana 01                                        | Oct. 21, 2008  |
| „On a Plain”                                      | Nirvana                                         | 1990s  | Grunge        | Nirvana 01                                        | Oct. 21, 2008  |
| „Polly”                                           | Nirvana                                         | 1990s  | Grunge        | Nirvana 01                                        | Oct. 21, 2008  |
| „Something in the Way”                            | Nirvana                                         | 1990s  | Grunge        | Nirvana 01                                        | Oct. 21, 2008  |
| „Stay Away”                                       | Nirvana                                         | 1990s  | Grunge        | Nirvana 01                                        | Oct. 21, 2008  |
| „Territorial Pissings”                            | Nirvana                                         | 1990s  | Grunge        | Nirvana 01                                        | Oct. 21, 2008  |
| „Hong Kong Garden”                                | Siouxsie & the Banshees                         | 1980s  | Pop/Rock      | Siouxsie & the Banshees 01                        | Oct. 28, 2008  |
| „Kiss Them for Me”                                | Siouxsie & the Banshees                         | 1990s  | Pop/Rock      | Siouxsie & the Banshees 01                        | Oct. 28, 2008  |
| „The Killing Jar”                                 | Siouxsie & the Banshees                         | 1980s  | Pop/Rock      | Siouxsie & the Banshees 01                        | Oct. 28, 2008  |
| „Dammit”                                          | Blink-182                                       | 1990s  | Punk          | Single                                            | Oct. 28, 2008  |
| „Well Thought Out Twinkles”                       | Silversun Pickups                               | 2000s  | Indie Rock    | Single                                            | Oct. 28, 2008  |
| „Melatonin”                                       | Silversun Pickups                               | 2000s  | Indie Rock    | Single                                            | Oct. 28, 2008  |
| „Pretty in Pink”                                  | The Psychedelic Furs                            | 1980s  | Rock          | Single                                            | Oct. 28, 2008  |
| „Dune Buggy”                                      | The Presidents of the United States of America  | 1990s  | Pop/Rock      | The Presidents of the United States of America 01 | Nov. 4, 2008   |
| „Feather Pluck'n”                                 | The Presidents of the United States of America  | 1990s  | Pop/Rock      | The Presidents of the United States of America 01 | Nov. 4, 2008   |
| „Ladybug”                                         | The Presidents of the United States of America  | 2000s  | Pop/Rock      | The Presidents of the United States of America 01 | Nov. 4, 2008   |
| „Use Me”                                          | Hinder                                          | 2000s  | Rock          | Single                                            | Nov. 4, 2008   |
| „I Don’t Care”                                    | Fall Out Boy                                    | 2000s  | Pop/Rock      | Single                                            | Nov. 4, 2008   |
| „Ashes to Fire”                                   | Ghost Hounds                                    | 2000s  | Rock          | Rock Band 2 20-Pack                               | Nov. 6, 2008   |
| „Bounce”                                          | The Cab                                         | 2000s  | Pop/Rock      | Rock Band 2 20-Pack                               | Nov. 6, 2008   |
| „Burn You Down”                                   | Opiate for the Masses                           | 2000s  | Rock          | Rock Band 2 20-Pack                               | Nov. 6, 2008   |
| „Crazy Tuesday”                                   | Thenewno2                                       | 2000s  | Pop/Rock      | Rock Band 2 20-Pack                               | Nov. 6, 2008   |
| „Database Corrupted”                              | Dealership                                      | 2000s  | Indie Rock    | Rock Band 2 20-Pack                               | Nov. 6, 2008   |
| „Desperate Times, Desperate Measures”             | Underoath                                       | 2000s  | Metal         | Rock Band 2 20-Pack                               | Nov. 6, 2008   |
| „Get It On”                                       | The Chevelles                                   | 2000s  | Rock          | Rock Band 2 20-Pack                               | Nov. 6, 2008   |
| „Give It to Me”                                   | The Cocktail Slippers                           | 2000s  | Indie Rock    | Rock Band 2 20-Pack                               | Nov. 6, 2008   |
| „I Wanna Be Your Man”                             | Endeverafter                                    | 2000s  | Rock          | Rock Band 2 20-Pack                               | Nov. 6, 2008   |
| „I’m Gone, I’m Going”                             | Lesley Roy                                      | 2000s  | Pop/Rock      | Rock Band 2 20-Pack                               | Nov. 6, 2008   |
| „I.V.”                                            | X Japan                                         | 2000s  | Metal         | Rock Band 2 20-Pack                               | Nov. 6, 2008   |
| „If I Ain’t Got You”                              | The Len Price 3                                 | 2000s  | Rock          | Rock Band 2 20-Pack                               | Nov. 6, 2008   |
| „Like a Fool”                                     | Shaimus                                         | 2000s  | Indie Rock    | Rock Band 2 20-Pack                               | Nov. 6, 2008   |
| „Magnetic Baby”                                   | Semi Precious Weapons                           | 2000s  | Glam          | Rock Band 2 20-Pack                               | Nov. 6, 2008   |
| „No Regrets”                                      | Authority Zero                                  | 2000s  | Punk          | Rock Band 2 20-Pack                               | Nov. 6, 2008   |
| „Prequel to the Sequel”                           | Between the Buried and Me                       | 2000s  | Progressive   | Rock Band 2 20-Pack                               | Nov. 6, 2008   |
| „Sons and Daughters”                              | The 88                                          | 2000s  | Pop/Rock      | Rock Band 2 20-Pack                               | Nov. 6, 2008   |
| „The Feeling”                                     | Kutless                                         | 2000s  | Rock          | Rock Band 2 20-Pack                               | Nov. 6, 2008   |
| „The Time Is Wrong”                               | Tickle Me Pink                                  | 2000s  | Emo           | Rock Band 2 20-Pack                               | Nov. 6, 2008   |
| „Young”                                           | Hollywood Undead                                | 2000s  | Nu-Metal      | Rock Band 2 20-Pack                               | Nov. 6, 2008   |
| „Doll”                                            | Foo Fighters                                    | 1990s  | Alternative   | The Colour and the Shape                          | Nov. 11, 2008  |
| „Monkey Wrench”                                   | Foo Fighters                                    | 1990s  | Alternative   | The Colour and the Shape                          | Nov. 11, 2008  |
| „Hey, Johnny Park!”                               | Foo Fighters                                    | 1990s  | Alternative   | The Colour and the Shape                          | Nov. 11, 2008  |
| „My Poor Brain”                                   | Foo Fighters                                    | 1990s  | Alternative   | The Colour and the Shape                          | Nov. 11, 2008  |
| „Wind Up”                                         | Foo Fighters                                    | 1990s  | Alternative   | The Colour and the Shape                          | Nov. 11, 2008  |
| „Up in Arms”                                      | Foo Fighters                                    | 1990s  | Alternative   | The Colour and the Shape                          | Nov. 11, 2008  |
| „My Hero”                                         | Foo Fighters                                    | 1990s  | Alternative   | The Colour and the Shape                          | Nov. 11, 2008  |
| „See You”                                         | Foo Fighters                                    | 1990s  | Alternative   | The Colour and the Shape                          | Nov. 11, 2008  |
| „Enough Space”                                    | Foo Fighters                                    | 1990s  | Alternative   | The Colour and the Shape                          | Nov. 11, 2008  |
| „February Stars”                                  | Foo Fighters                                    | 1990s  | Alternative   | The Colour and the Shape                          | Nov. 11, 2008  |
| „Walking After You”                               | Foo Fighters                                    | 1990s  | Alternative   | The Colour and the Shape                          | Nov. 11, 2008  |
| „New Way Home”                                    | Foo Fighters                                    | 1990s  | Alternative   | The Colour and the Shape                          | Nov. 11, 2008  |
| „California Über Alles”                           | Dead Kennedys                                   | 1980s  | Punk          | Dead Kennedys 01                                  | Nov. 18, 2008  |
| „Holiday in Cambodia”                             | Dead Kennedys                                   | 1980s  | Punk          | Dead Kennedys 01                                  | Nov. 18, 2008  |
| „Police Truck”                                    | Dead Kennedys                                   | 1980s  | Punk          | Dead Kennedys 01                                  | Nov. 18, 2008  |
| „Mica”                                            | Mission of Burma                                | 1980s  | Punk          | Mission of Burma 01                               | Nov. 18, 2008  |
| „That’s How I Escaped My Certain Fate”            | Mission of Burma                                | 1980s  | Punk          | Mission of Burma 01                               | Nov. 18, 2008  |
| „That’s When I Reach for My Revolver”             | Mission of Burma                                | 1980s  | Punk          | Mission of Burma 01                               | Nov. 18, 2008  |
| „Forever”                                         | In This Moment                                  | 2000s  | Metal         | Century Media Girls of Metal 01                   | Nov. 18, 2008  |
| „Closer”                                          | Lacuna Coil                                     | 2000s  | Metal         | Century Media Girls of Metal 01                   | Nov. 18, 2008  |
| „Swamped”                                         | Lacuna Coil                                     | 2000s  | Metal         | Century Media Girls of Metal 01                   | Nov. 18, 2008  |
| „Gone”                                            | Crooked X                                       | 2000s  | Metal         | Single                                            | Nov. 18, 2008  |
| „Mr. Brightside”                                  | The Killers                                     | 2000s  | Alternative   | The Killers 01                                    | Nov. 25, 2008  |
| „Spaceman”                                        | The Killers                                     | 2000s  | Alternative   | The Killers 01                                    | Nov. 25, 2008  |
| „Smile Like You Mean It”                          | The Killers                                     | 2000s  | Alternative   | The Killers 01                                    | Nov. 25, 2008  |
| „Caprici Di Diablo”                               | Yngwie Malmsteen’s Rising Force                 | 2000s  | Metal         | Yngwie Malmsteen 01                               | Nov. 25, 2008  |
| „Damnation Game”                                  | Yngwie Malmsteen’s Rising Force                 | 2000s  | Metal         | Yngwie Malmsteen 01                               | Nov. 25, 2008  |
| „Red Devil”                                       | Yngwie Malmsteen’s Rising Force                 | 2000s  | Metal         | Yngwie Malmsteen 01                               | Nov. 25, 2008  |
| „Jesus Christ Pose”                               | Soundgarden                                     | 1990s  | Grunge        | Single                                            | Nov. 25, 2008  |
| „Pretty Noose”                                    | Soundgarden                                     | 1990s  | Grunge        | Single                                            | Nov. 25, 2008  |
| „Laid to Rest”                                    | Lamb of God                                     | 2000s  | Metal         | Single                                            | Nov. 25, 2008  |
| „Are You Dead Yet?”                               | Children of Bodom                               | 2000s  | Metal         | Single                                            | Dec. 2, 2008   |
| „Tutto E' Possibile”                              | Finley                                          | 2000s  | Punk          | Single                                            | Dec. 2, 2008   |
| „Hay Poco Rock N Roll”                            | Platero y Tu                                    | 1990s  | Rock          | Single                                            | Dec. 2, 2008   |
| „Tempted”                                         | Squeeze                                         | 1980s  | Rock          | Single                                            | Dec. 2, 2008   |
| „Ready, Set, Go!”                                 | Tokio Hotel                                     | 2000s  | Pop/Rock      | Single                                            | Dec. 2, 2008   |
| „Real World”                                      | The All-American Rejects                        | 2000s  | Emo           | Single                                            | Dec. 2, 2008   |
| „Headphones On”                                   | Miranda Cosgrove                                | 2000s  | Pop/Rock      | Single                                            | Dec. 2, 2008   |
| „Body I Occupy”                                   | The Naked Brothers Band                         | 2000s  | Pop/Rock      | Single                                            | Dec. 2, 2008   |
| „I Don’t Want to Go to School”                    | The Naked Brothers Band                         | 2000s  | Pop/Rock      | Single                                            | Dec. 2, 2008   |
| „Just a Girl”                                     | No Doubt                                        | 2000s  | Pop/Rock      | The Singles 1992–2003                             | Dec. 9, 2008   |
| „It’s My Life”                                    | No Doubt                                        | 2000s  | Pop/Rock      | The Singles 1992–2003                             | Dec. 9, 2008   |
| „Hey Baby”                                        | No Doubt                                        | 2000s  | Pop/Rock      | The Singles 1992–2003                             | Dec. 9, 2008   |
| „Bathwater”                                       | No Doubt                                        | 2000s  | Pop/Rock      | The Singles 1992–2003                             | Dec. 9, 2008   |
| „Sunday Morning”                                  | No Doubt                                        | 2000s  | Pop/Rock      | The Singles 1992–2003                             | Dec. 9, 2008   |
| „Hella Good”                                      | No Doubt                                        | 2000s  | Pop/Rock      | The Singles 1992–2003                             | Dec. 9, 2008   |
| „Underneath It All”                               | No Doubt                                        | 2000s  | Pop/Rock      | The Singles 1992–2003                             | Dec. 9, 2008   |
| „Excuse Me Mr.”                                   | No Doubt                                        | 2000s  | Pop/Rock      | The Singles 1992–2003                             | Dec. 9, 2008   |
| „Running”                                         | No Doubt                                        | 2000s  | Pop/Rock      | The Singles 1992–2003                             | Dec. 9, 2008   |
| „Spiderwebs”                                      | No Doubt                                        | 2000s  | Pop/Rock      | The Singles 1992–2003                             | Dec. 9, 2008   |
| „Simple Kind of Life”                             | No Doubt                                        | 2000s  | Pop/Rock      | The Singles 1992–2003                             | Dec. 9, 2008   |
| „Don't Speak”                                     | No Doubt                                        | 2000s  | Pop/Rock      | The Singles 1992–2003                             | Dec. 9, 2008   |
| „Ex-Girlfriend”                                   | No Doubt                                        | 2000s  | Pop/Rock      | The Singles 1992–2003                             | Dec. 9, 2008   |
| „Mud on the Tires”                                | Brad Paisley                                    | 2000s  | Country       | Going Country 01                                  | Dec. 16, 2008  |
| „Hillbilly Deluxe”                                | Brooks & Dunn                                   | 2000s  | Country       | Going Country 01                                  | Dec. 16, 2008  |
| „Free and Easy (Down the Road I Go)”              | Dierks Bentley                                  | 2000s  | Country       | Going Country 01                                  | Dec. 16, 2008  |
| „Sin Wagon”                                       | Dixie Chicks                                    | 1990s  | Country       | Going Country 01                                  | Dec. 16, 2008  |
| „Gunpowder & Lead”                                | Miranda Lambert                                 | 2000s  | Country       | Going Country 01                                  | Dec. 16, 2008  |
| „Hanukkah Blessings”                              | Barenaked Ladies                                | 2000s  | Rock          | Rockin’ the Holidays 2008                         | Dec. 23, 2008  |
| „Christmas Is the Time To Say I Love You”         | Billy Squier                                    | 1990s  | Classic Rock  | Rockin’ the Holidays 2008                         | Dec. 23, 2008  |
| „Blue Christmas”                                  | The Pretenders                                  | 2000s  | Rock          | Rockin’ the Holidays 2008                         | Dec. 23, 2008  |
| „This Is a Call”                                  | Foo Fighters                                    | 1990s  | Alternative   | Foo Fighters 01                                   | Dec. 23, 2008  |
| „Times Like These”                                | Foo Fighters                                    | 2000s  | Alternative   | Foo Fighters 01                                   | Dec. 23, 2008  |
| „DOA”                                             | Foo Fighters                                    | 2000s  | Alternative   | Foo Fighters 01                                   | Dec. 23, 2008  |
| „Space Truckin'”                                  | Deep Purple                                     | 1970s  | Classic Rock  | Single                                            | Dec. 30, 2008  |
| „Funk #49”                                        | James Gang                                      | 1970s  | Classic Rock  | Single                                            | Dec. 30, 2008  |
| „Hymn 43”                                         | Jethro Tull                                     | 1970s  | Progressive   | Single                                            | Dec. 30, 2008  |
| „Take Back the City”                              | Snow Patrol                                     | 2000s  | Alternative   | Single                                            | Dec. 30, 2008  |
| „Claudette”                                       | Roy Orbison                                     | 1980s  | Pop/Rock      | Roy Orbison 01                                    | Jan. 6, 2009   |
| „In Dreams”                                       | Roy Orbison                                     | 1980s  | Pop/Rock      | Roy Orbison 01                                    | Jan. 6, 2009   |
| „Mean Woman Blues”                                | Roy Orbison                                     | 1980s  | Pop/Rock      | Roy Orbison 01                                    | Jan. 6, 2009   |
| „Oh, Pretty Woman”                                | Roy Orbison                                     | 1980s  | Pop/Rock      | Roy Orbison 01                                    | Jan. 6, 2009   |
| „Ooby Dooby”                                      | Roy Orbison                                     | 1980s  | Pop/Rock      | Roy Orbison 01                                    | Jan. 6, 2009   |
| „You Got It”                                      | Roy Orbison                                     | 1980s  | Pop/Rock      | Roy Orbison 01                                    | Jan. 6, 2009   |
| „Are You Gonna Go My Way”                         | Lenny Kravitz                                   | 1990s  | Rock          | Lenny Kravitz 01                                  | Jan. 13, 2009  |
| „Freedom Train”                                   | Lenny Kravitz                                   | 1980s  | Rock          | Lenny Kravitz 01                                  | Jan. 13, 2009  |
| „Let Love Rule”                                   | Lenny Kravitz                                   | 1980s  | Rock          | Lenny Kravitz 01                                  | Jan. 13, 2009  |
| „Mr. Cab Driver”                                  | Lenny Kravitz                                   | 1980s  | Rock          | Lenny Kravitz 01                                  | Jan. 13, 2009  |
| „Megasus”                                         | Megasus                                         | 2000s  | Metal         | Single                                            | Jan. 13, 2009  |
| „Entangled”                                       | Honest Bob and the Factory-to-Dealer Incentives | 2000s  | Indie Rock    | Single                                            | Jan. 13, 2009  |
| „Space Cowboy”                                    | Steve Miller Band                               | 1960s  | Classic Rock  | Steve Miller Band 01                              | Jan. 20, 2009  |
| „Take the Money and Run”                          | Steve Miller Band                               | 1970s  | Classic Rock  | Steve Miller Band 01                              | Jan. 20, 2009  |
| „The Joker”                                       | Steve Miller Band                               | 1970s  | Classic Rock  | Steve Miller Band 01                              | Jan. 20, 2009  |
| „I Stand Alone”                                   | Godsmack                                        | 2000s  | Nu-Metal      | Single                                            | Jan. 20, 2009  |
| „Feed the Tree”                                   | Belly                                           | 1990s  | Alternative   | Single                                            | Jan. 20, 2009  |
| „Wind Me Up”                                      | Ghost Hounds                                    | 2000s  | Rock          | Single                                            | Jan. 20, 2009  |
| „Typical”                                         | Mute Math                                       | 2000s  | Alternative   | Single                                            | Jan. 20, 2009  |
| „War Zone”                                        | Rob Zombie                                      | 2000s  | Nu-Metal      | Single                                            | Jan. 20, 2009  |
| „Cold Rain and Snow”                              | Grateful Dead                                   | 1960s  | Classic Rock  | Grateful Dead 02                                  | Jan. 27, 2009  |
| „Doin' That Rag”                                  | Grateful Dead                                   | 1960s  | Classic Rock  | Grateful Dead 02                                  | Jan. 27, 2009  |
| „Don't Ease Me In”                                | Grateful Dead                                   | 1980s  | Classic Rock  | Grateful Dead 02                                  | Jan. 27, 2009  |
| „Fire on the Mountain”                            | Grateful Dead                                   | 1970s  | Classic Rock  | Grateful Dead 02                                  | Jan. 27, 2009  |
| „Hell in a Bucket”                                | Grateful Dead                                   | 1980s  | Classic Rock  | Grateful Dead 02                                  | Jan. 27, 2009  |
| „Uncle John’s Band”                               | Grateful Dead                                   | 1970s  | Classic Rock  | Grateful Dead 02                                  | Jan. 27, 2009  |
| „The Boys Are Back in Town” (Live)                | Thin Lizzy                                      | 2000s  | Classic Rock  | Thin Lizzy 01                                     | Feb. 3, 2009   |
| „Cowboy Song” (Live)                              | Thin Lizzy                                      | 2000s  | Classic Rock  | Thin Lizzy 01                                     | Feb. 3, 2009   |
| „Jailbreak” (Live)                                | Thin Lizzy                                      | 2000s  | Classic Rock  | Thin Lizzy 01                                     | Feb. 3, 2009   |
| „Precious”                                        | The Pretenders                                  | 1980s  | Punk          | Single                                            | Feb. 3, 2009   |
| „Hit Me With Your Best Shot”                      | Pat Benatar                                     | 1980s  | Classic Rock  | Single                                            | Feb. 3, 2009   |
| „Break My Heart”                                  | Nikko                                           | 2000s  | Pop/Rock      | Single                                            | Feb. 3, 2009   |
| „Don’t Tell Me”                                   | Nikko                                           | 2000s  | Pop/Rock      | Single                                            | Feb. 3, 2009   |
| „Creepin' Up the Backstairs”                      | The Fratellis                                   | 2000s  | Alternative   | The Fratellis 01                                  | Feb. 10, 2009  |
| „Flathead”                                        | The Fratellis                                   | 2000s  | Alternative   | The Fratellis 01                                  | Feb. 10, 2009  |
| „Henrietta”                                       | The Fratellis                                   | 2000s  | Alternative   | The Fratellis 01                                  | Feb. 10, 2009  |
| „More Human than Human”                           | White Zombie                                    | 1990s  | Metal         | Single                                            | Feb. 17, 2009  |
| „Black Sunshine”                                  | White Zombie                                    | 1990s  | Metal         | Single                                            | Feb. 17, 2009  |
| „Wasted Again”                                    | Turbonegro                                      | 2000s  | Punk          | Single                                            | Feb. 17, 2009  |
| „3 Dimes Down”                                    | Drive-By Truckers                               | 2000s  | Country       | Alt-Country 01                                    | Feb. 24, 2009  |
| „Can’t Let Go”                                    | Lucinda Williams                                | 1990s  | Country       | Alt-Country 01                                    | Feb. 24, 2009  |
| „People Got a Lotta Nerve”                        | Neko Case                                       | 2000s  | Country       | Alt-Country 01                                    | Feb. 24, 2009  |
| „Time Bomb” (Live)                                | Old 97s                                         | 2000s  | Country       | Alt-Country 01                                    | Feb. 24, 2009  |
| „Satellite Radio”                                 | Steve Earle                                     | 2000s  | Country       | Alt-Country 01                                    | Feb. 24, 2009  |
| „Futures”                                         | Jimmy Eat World                                 | 2000s  | Pop/Rock      | Jimmy Eat World 01                                | Feb. 24, 2009  |
| „Lucky Denver Mint”                               | Jimmy Eat World                                 | 1990s  | Pop/Rock      | Jimmy Eat World 01                                | Feb. 24, 2009  |
| „Sweetness”                                       | Jimmy Eat World                                 | 2000s  | Pop/Rock      | Jimmy Eat World 01                                | Feb. 24, 2009  |
| „New”                                             | No Doubt                                        | 2000s  | Pop/Rock      | Single                                            | Mar. 3, 2009   |
| „Love Struck Baby”                                | Stevie Ray Vaughan and Double Trouble           | 1980s  | Blues         | Texas Flood                                       | Mar. 3, 2009   |
| „Pride and Joy”                                   | Stevie Ray Vaughan and Double Trouble           | 1980s  | Blues         | Texas Flood                                       | Mar. 3, 2009   |
| „Texas Flood”                                     | Stevie Ray Vaughan and Double Trouble           | 1980s  | Blues         | Texas Flood                                       | Mar. 3, 2009   |
| „Tell Me”                                         | Stevie Ray Vaughan and Double Trouble           | 1980s  | Blues         | Texas Flood                                       | Mar. 3, 2009   |
| „Testify”                                         | Stevie Ray Vaughan and Double Trouble           | 1980s  | Blues         | Texas Flood                                       | Mar. 3, 2009   |
| „Rude Mood”                                       | Stevie Ray Vaughan and Double Trouble           | 1980s  | Blues         | Texas Flood                                       | Mar. 3, 2009   |
| „Mary Had a Little Lamb”                          | Stevie Ray Vaughan and Double Trouble           | 1980s  | Blues         | Texas Flood                                       | Mar. 3, 2009   |
| „Dirty Pool”                                      | Stevie Ray Vaughan and Double Trouble           | 1980s  | Blues         | Texas Flood                                       | Mar. 3, 2009   |
| „I’m Cryin'”                                      | Stevie Ray Vaughan and Double Trouble           | 1980s  | Blues         | Texas Flood                                       | Mar. 3, 2009   |
| „Lenny”                                           | Stevie Ray Vaughan and Double Trouble           | 1980s  | Blues         | Texas Flood                                       | Mar. 3, 2009   |
| „All I Want”                                      | The Offspring                                   | 1990s  | Punk          | Single                                            | Mar. 10, 2009  |
| „The Kids Aren't Alright”                         | The Offspring                                   | 1990s  | Punk          | Single                                            | Mar. 10, 2009  |
| „Losing My Religion”                              | R.E.M.                                          | 1990s  | Alternative   | Single                                            | Mar. 10, 2009  |
| „The Way That It Shows”                           | Richard Thompson                                | 1990s  | Rock          | Single                                            | Mar. 10, 2009  |
| „Pick Up the Pieces”                              | Average White Band                              | 1970s  | Funk          | Get the Funk Out 01                               | Mar. 17, 2009  |
| „Shining Star”                                    | Earth, Wind & Fire                              | 1970s  | Funk          | Get the Funk Out 01                               | Mar. 17, 2009  |
| „Get Up (I Feel Like Being a) Sex Machine – Pt 1” | James Brown                                     | 1970s  | Funk          | Get the Funk Out 01                               | Mar. 17, 2009  |
| „Thrash Unreal”                                   | Against Me!                                     | 2000s  | Punk          | Single                                            | Mar. 17, 2009  |
| „All the Things That Go to Make Heaven and Earth” | The New Pornographers                           | 2000s  | Indie Rock    | Single                                            | Mar. 17, 2009  |
| „Use It”                                          | The New Pornographers                           | 2000s  | Indie Rock    | Single                                            | Mar. 17, 2009  |
| „Last Resort”                                     | Papa Roach                                      | 2000s  | Alternative   | Single                                            | Mar. 17, 2009  |
| „Lifeline”                                        | Papa Roach                                      | 2000s  | Alternative   | Single                                            | Mar. 17, 2009  |
| „Once”                                            | Pearl Jam                                       | 1990s  | Grunge        | Ten                                               | Mar. 24, 2009  |
| „Even Flow”                                       | Pearl Jam                                       | 1990s  | Grunge        | Ten                                               | Mar. 24, 2009  |
| „Why Go”                                          | Pearl Jam                                       | 1990s  | Grunge        | Ten                                               | Mar. 24, 2009  |
| „Black”                                           | Pearl Jam                                       | 1990s  | Grunge        | Ten                                               | Mar. 24, 2009  |
| „Jeremy”                                          | Pearl Jam                                       | 1990s  | Grunge        | Ten                                               | Mar. 24, 2009  |
| „Oceans”                                          | Pearl Jam                                       | 1990s  | Grunge        | Ten                                               | Mar. 24, 2009  |
| „Porch”                                           | Pearl Jam                                       | 1990s  | Grunge        | Ten                                               | Mar. 24, 2009  |
| „Garden”                                          | Pearl Jam                                       | 1990s  | Grunge        | Ten                                               | Mar. 24, 2009  |
| „Deep”                                            | Pearl Jam                                       | 1990s  | Grunge        | Ten                                               | Mar. 24, 2009  |
| „Release”                                         | Pearl Jam                                       | 1990s  | Grunge        | Ten                                               | Mar. 24, 2009  |
| „Master/Slave”                                    | Pearl Jam                                       | 1990s  | Grunge        | Ten                                               | Mar. 24, 2009  |
| „Don’t Stop Believing”                            | Journey                                         | 1980s  | Classic Rock  | Single                                            | Mar. 31, 2009  |
| „Heartbreaker”                                    | Pat Benatar                                     | 1970s  | Classic Rock  | Single                                            | Mar. 31, 2009  |
| „Geraldine”                                       | Glasvegas                                       | 2000s  | Alternative   | Single                                            | Mar. 31, 2009  |
| „C’mon C’mon”                                     | The Von Bondies                                 | 2000s  | Alternative   | Single                                            | Mar. 31, 2009  |
| „I Can’t Keep My Eyes Off of You”                 | SpongeBob SquarePants                           | 2000s  | Other         | SpongeBob SquarePants 01                          | Mar. 31, 2009  |
| „The Best Day Ever”                               | SpongeBob SquarePants                           | 2000s  | Other         | SpongeBob SquarePants 01                          | Mar. 31, 2009  |
| „Where’s Gary?”                                   | SpongeBob SquarePants                           | 2000s  | Other         | SpongeBob SquarePants 01                          | Mar. 31, 2009  |
| „New Slang”                                       | The Shins                                       | 2000s  | Indie Rock    | Single                                            | Apr. 7, 2009   |
| „Warriors of Time”                                | Black Tide                                      | 2000s  | Metal         | Single                                            | Apr. 7, 2009   |
| „Waking the Demon”                                | Bullet for My Valentine                         | 2000s  | Metal         | Single                                            | Apr. 7, 2009   |
| „Beer for My Horses”                              | Toby Keith                                      | 2000s  | Country       | Toby Keith 01                                     | Apr. 7, 2009   |
| „I Love This Bar”                                 | Toby Keith                                      | 2000s  | Country       | Toby Keith 01                                     | Apr. 7, 2009   |
| „She’s a Hottie”                                  | Toby Keith                                      | 2000s  | Country       | Toby Keith 01                                     | Apr. 7, 2009   |
| „Should've Been a Cowboy”                         | Toby Keith                                      | 1990s  | Country       | Toby Keith 01                                     | Apr. 7, 2009   |
| „Who’s Your Daddy?”                               | Toby Keith                                      | 2000s  | Country       | Toby Keith 01                                     | Apr. 7, 2009   |
| „How Do You Like Me Now?!”                        | Toby Keith                                      | 1990s  | Country       | Toby Keith 01                                     | Apr. 7, 2009   |
| „Chinese Democracy”                               | Guns N’ Roses                                   | 2000s  | Rock          | Chinese Democracy                                 | Apr. 14, 2009  |
| „Better”                                          | Guns N’ Roses                                   | 2000s  | Rock          | [[Chinese Democracy]]                             | Apr. 14, 2009  |
| „Street of Dreams”                                | Guns N’ Roses                                   | 2000s  | Rock          | Chinese Democracy                                 | Apr. 14, 2009  |
| „If the World”                                    | Guns N’ Roses                                   | 2000s  | Rock          | Chinese Democracy                                 | Apr. 14, 2009  |
| „There Was a Time”                                | Guns N’ Roses                                   | 2000s  | Rock          | Chinese Democracy                                 | Apr. 14, 2009  |
| „Catcher in the Rye”                              | Guns N’ Roses                                   | 2000s  | Rock          | Chinese Democracy                                 | Apr. 14, 2009  |
| „Scraped”                                         | Guns N’ Roses                                   | 2000s  | Rock          | Chinese Democracy                                 | Apr. 14, 2009  |
| „Riad N' the Bedouins”                            | Guns N’ Roses                                   | 2000s  | Rock          | Chinese Democracy                                 | Apr. 14, 2009  |
| „Sorry”                                           | Guns N’ Roses                                   | 2000s  | Rock          | Chinese Democracy                                 | Apr. 14, 2009  |
| „I.R.S.”                                          | Guns N’ Roses                                   | 2000s  | Rock          | Chinese Democracy                                 | Apr. 14, 2009  |
| „Madagascar”                                      | Guns N’ Roses                                   | 2000s  | Rock          | Chinese Democracy                                 | Apr. 14, 2009  |
| „This I Love”                                     | Guns N’ Roses                                   | 2000s  | Rock          | Chinese Democracy                                 | Apr. 14, 2009  |
| „Prostitute”                                      | Guns N’ Roses                                   | 2000s  | Rock          | Chinese Democracy                                 | Apr. 14, 2009  |
| „Riding the Storm Out”                            | REO Speedwagon                                  | 1980s  | Rock          | REO Speedwagon / Styx Tour ’09                    | Apr. 21, 2009  |
| „Roll with the Changes”                           | REO Speedwagon                                  | 1980s  | Rock          | REO Speedwagon / Styx Tour ’09                    | Apr. 21, 2009  |
| „Take It on the Run”                              | REO Speedwagon                                  | 1980s  | Rock          | REO Speedwagon / Styx Tour ’09                    | Apr. 21, 2009  |
| „Blue Collar Man (Long Nights)”                   | Styx                                            | 2000s  | Classic Rock  | REO Speedwagon / Styx Tour ’09                    | Apr. 21, 2009  |
| „Renegade”                                        | Styx                                            | 2000s  | Classic Rock  | REO Speedwagon / Styx Tour ’09                    | Apr. 21, 2009  |
| „Too Much Time on My Hands”                       | Styx                                            | 2000s  | Classic Rock  | REO Speedwagon / Styx Tour ’09                    | Apr. 21, 2009  |
| „Can’t Stop Rockin’”                              | Styx/REO Speedwagon                             | 2000s  | Rock          | REO Speedwagon / Styx Tour ’09                    | Apr. 21, 2009  |
| „Alone in My Head”                                | Hautewerk                                       | 2000s  | Indie Rock    | Hautewerk 01                                      | Apr. 21, 2009  |
| „I Know Where You Came From”                      | Hautewerk                                       | 2000s  | Indie Rock    | Hautewerk 01                                      | Apr. 21, 2009  |
| „Stop Start Again”                                | Hautewerk                                       | 2000s  | Indie Rock    | Hautewerk 01                                      | Apr. 21, 2009  |
| „Up the Beach”                                    | Jane’s Addiction                                | 1980s  | Alternative   | Nothing's Shocking                                | Apr. 28, 2009  |
| „Ocean Size”                                      | Jane’s Addiction                                | 1980s  | Alternative   | Nothing's Shocking                                | Apr. 28, 2009  |
| „Had a Dad”                                       | Jane’s Addiction                                | 1980s  | Alternative   | Nothing's Shocking                                | Apr. 28, 2009  |
| „Ted, Just Admit It...”                           | Jane’s Addiction                                | 1980s  | Alternative   | Nothing's Shocking                                | Apr. 28, 2009  |
| „Standing in the Shower... Thinking”              | Jane’s Addiction                                | 1980s  | Alternative   | Nothing's Shocking                                | Apr. 28, 2009  |
| „Summertime Rolls”                                | Jane’s Addiction                                | 1980s  | Alternative   | Nothing's Shocking                                | Apr. 28, 2009  |
| „Idiots Rule”                                     | Jane’s Addiction                                | 1980s  | Alternative   | Nothing's Shocking                                | Apr. 28, 2009  |
| „Jane Says”                                       | Jane’s Addiction                                | 1980s  | Alternative   | Nothing's Shocking                                | Apr. 28, 2009  |
| „Thank You Boys”                                  | Jane’s Addiction                                | 1980s  | Alternative   | Nothing's Shocking                                | Apr. 28, 2009  |
| „Pig's in Zen”                                    | Jane’s Addiction                                | 1980s  | Alternative   | Nothing's Shocking                                | Apr. 28, 2009  |
| „Take Me Out”                                     | Franz Ferdinand                                 | 2000s  | Alternative   | Franz Ferdinand 01                                | May 5, 2009    |
| „Lucid Dreams”                                    | Franz Ferdinand                                 | 2000s  | Alternative   | Franz Ferdinand 01                                | May 5, 2009    |
| „Do You Want To”                                  | Franz Ferdinand                                 | 2000s  | Alternative   | Franz Ferdinand 01                                | May 5, 2009    |
| „Smooth Criminal”                                 | Alien Ant Farm                                  | 2000s  | Rock          | Single                                            | May 5, 2009    |
| „Blue Sky”                                        | The Allman Brothers Band                        | 1970s  | Southern Rock | Single                                            | May 5, 2009    |
| „Midnight Rider”                                  | The Allman Brothers Band                        | 1970s  | Southern Rock | Single                                            | May 5, 2009    |
| „Drain the Blood”                                 | The Distillers                                  | 2000s  | Punk          | Single                                            | May 5, 2009    |
| „Naked Eye”                                       | Luscious Jackson                                | 1990s  | Alternative   | Single                                            | May 5, 2009    |
| „Idealistic Types”                                | Prong                                           | 2000s  | Metal         | Single                                            | May 5, 2009    |
| „The Banishment”                                  | Prong                                           | 2000s  | Metal         | Single                                            | May 5, 2009    |
| „Bad Luck”                                        | Social Distortion                               | 2000s  | Punk          | Social Distortion 01                              | May 12, 2009   |
| „Ring of Fire”                                    | Social Distortion                               | 2000s  | Punk          | Social Distortion 01                              | May 12, 2009   |
| „Story of My Life”                                | Social Distortion                               | 2000s  | Punk          | Social Distortion 01                              | May 12, 2009   |
| „Stricken”                                        | Disturbed                                       | 2000s  | Nu-Metal      | Single                                            | May 12, 2009   |
| „Stupify”                                         | Disturbed                                       | 2000s  | Nu-Metal      | Single                                            | May 12, 2009   |
| „Black Friday”                                    | Steely Dan                                      | 1970s  | Classic Rock  | Single                                            | May 12, 2009   |
| „My Old School”                                   | Steely Dan                                      | 1970s  | Classic Rock  | Single                                            | May 12, 2009   |
| „Radio Radio”                                     | Elvis Costello                                  | 1970s  | Rock          | Single                                            | May 12, 2009   |
| „School’s Out” (Live)                             | Alice Cooper                                    | 1990s  | Rock          | Alice Cooper 01                                   | May 19, 2009   |
| „I’m Eighteen” (Live)                             | Alice Cooper                                    | 1990s  | Rock          | Alice Cooper 01                                   | May 19, 2009   |
| „Billion Dollar Babies” (Live)                    | Alice Cooper                                    | 1990s  | Rock          | Alice Cooper 01                                   | May 19, 2009   |
| „Poison”                                          | Alice Cooper                                    | 1980s  | Rock          | Alice Cooper 01                                   | May 19, 2009   |
| „Under My Wheels” (Live)                          | Alice Cooper                                    | 1990s  | Rock          | Alice Cooper 01                                   | May 19, 2009   |
| „Vengeance is Mine”                               | Alice Cooper                                    | 2000s  | Rock          | Alice Cooper 01                                   | May 19, 2009   |
| „Liar (It Takes One to Know One)”                 | Taking Back Sunday                              | 2000s  | Emo           | Taking Back Sunday 01                             | May 19, 2009   |
| „MakeDamnSure”                                    | Taking Back Sunday                              | 2000s  | Emo           | Taking Back Sunday 01                             | May 19, 2009   |
| „What’s It Feel Like to Be a Ghost?”              | Taking Back Sunday                              | 2000s  | Emo           | Taking Back Sunday 01                             | May 19, 2009   |
| „Kids Don't Follow”                               | The Replacements                                | 1980s  | Punk          | Single                                            | May 19, 2009   |
| „Cuz U R Next”                                    | Ministry                                        | 2000s  | Metal         | Ministry 01                                       | May 26, 2009   |
| „LiesLiesLies”                                    | Ministry                                        | 2000s  | Metal         | Ministry 01                                       | May 26, 2009   |
| „The Great Satan”                                 | Ministry                                        | 2000s  | Metal         | Ministry 01                                       | May 26, 2009   |
| „She’s Not There”                                 | The Zombies                                     | 1960s  | Pop/Rock      | Single                                            | May 26, 2009   |
| „Tell Her No”                                     | The Zombies                                     | 1960s  | Pop/Rock      | Single                                            | May 26, 2009   |
| „Linger”                                          | The Cranberries                                 | 1990s  | Alternative   | Single                                            | May 26, 2009   |
| „Shimmer & Shine”                                 | Ben Harper and Relentless7                      | 2000s  | Alternative   | Bonnaroo 01                                       | June 2, 2009   |
| „A Favor House Atlantic”                          | Coheed and Cambria                              | 2000s  | Progressive   | Bonnaroo 01                                       | June 2, 2009   |
| „The Running Free”                                | Coheed and Cambria                              | 2000s  | Progressive   | Bonnaroo 01                                       | June 2, 2009   |
| „Wilson” (Live)                                   | Phish                                           | 1990s  | Rock          | Bonnaroo 01                                       | June 2, 2009   |
| „Steady at the Wheel”                             | Shooter Jennings                                | 2000s  | Country       | Bonnaroo 01                                       | June 2, 2009   |
| „Wolf Like Me”                                    | TV on the Radio                                 | 2000s  | Indie Rock    | Bonnaroo 01                                       | June 2, 2009   |
| „Aces High” (Live)                                | Iron Maiden                                     | 2000s  | Metal         | Iron Maiden 01                                    | June 9, 2009   |
| „2 Minutes to Midnight”                           | Iron Maiden                                     | 1980s  | Metal         | Iron Maiden 01                                    | June 9, 2009   |
| „The Trooper”                                     | Iron Maiden                                     | 1980s  | Metal         | Iron Maiden 01                                    | June 9, 2009   |
| „Wasted Years”                                    | Iron Maiden                                     | 1980s  | Metal         | Iron Maiden 01                                    | June 9, 2009   |
| „The Number of the Beast” (Original Version)      | Iron Maiden                                     | 1980s  | Metal         | Iron Maiden 01                                    | June 9, 2009   |
| „Run to the Hills” (Original Version)             | Iron Maiden                                     | 1980s  | Metal         | Iron Maiden 01                                    | June 9, 2009   |
| „Can I Play with Madness”                         | Iron Maiden                                     | 1980s  | Metal         | Iron Maiden 01                                    | June 9, 2009   |
| „The Clairvoyant”                                 | Iron Maiden                                     | 1980s  | Metal         | Iron Maiden 01                                    | June 9, 2009   |
| „Powerslave”                                      | Iron Maiden                                     | 1980s  | Metal         | Iron Maiden 01                                    | June 9, 2009   |
| „Fear of the Dark” (Live)                         | Iron Maiden                                     | 2000s  | Metal         | Iron Maiden 01                                    | June 9, 2009   |
| „Hallowed Be Thy Name” (Live)                     | Iron Maiden                                     | 2000s  | Metal         | Iron Maiden 01                                    | June 9, 2009   |
| „Iron Maiden” (Live)                              | Iron Maiden                                     | 2000s  | Metal         | Iron Maiden 01                                    | June 9, 2009   |
| „Bring Me to Life”                                | Evanescence                                     | 2000s  | Nu-Metal      | Evanescence 01                                    | June 16, 2009  |
| „Call Me When You’re Sober”                       | Evanescence                                     | 2000s  | Nu-Metal      | Evanescence 01                                    | June 16, 2009  |
| „Weight of the World”                             | Evanescence                                     | 2000s  | Nu-Metal      | Evanescence 01                                    | June 16, 2009  |
| „Back from the Dead”                              | Spinal Tap                                      | 2000s  | Rock          | Spinal Tap 01                                     | June 16, 2009  |
| „Rock ’n’ Roll Nightmare”                         | Spinal Tap                                      | 2000s  | Rock          | Spinal Tap 01                                     | June 16, 2009  |
| „Saucy Jack”                                      | Spinal Tap                                      | 2000s  | Rock          | Spinal Tap 01                                     | June 16, 2009  |
| „Warmer Than Hell”                                | Spinal Tap                                      | 2000s  | Rock          | Spinal Tap 01                                     | June 16, 2009  |

## Nadchodzące piosenki
Zapowiedziano wydanie następujących piosenek:
| Tytuł piosenki                                       | Artysta                | Nazwa paczki   | Data wydania  |
| ---------------------------------------------------- | ---------------------- | -------------- | ------------- |
| „The Downfall of Us All”                             | A Day to Remember      | Warped Tour 01 | June 23, 2009 |
| „21st Century (Digital Boy)”                         | Bad Religion           | Warped Tour 01 | June 23, 2009 |
| „I Didn't Say I Was Powerful, I Said I Was a Wizard” | Chiodos                | Warped Tour 01 | June 23, 2009 |
| „The Flood”                                          | Escape the Fate        | Warped Tour 01 | June 23, 2009 |
| „Reinventing Your Exit”                              | Underoath              | Warped Tour 01 | June 23, 2009 |
| „Little of Your Time”                                | Maroon 5               | Maroon 5 01    | June 23, 2009 |
| „Makes Me Wonder”                                    | Maroon 5               | Maroon 5 01    | June 23, 2009 |
| „Wake Up Call”                                       | Maroon 5               | Maroon 5 01    | June 23, 2009 |
| „Brother”                                            | Pearl Jam              | Single         | June 23, 2009 |
| „Alive” (Live: Drop in the Park)                     | Pearl Jam              | Single         | June 23, 2009 |
| „State of Love & Trust” (Live: Drop in the Park)     | Pearl Jam              | Single         | June 23, 2009 |
| „21 Guns”                                            | Green Day              | Green Day 01   | July 07, 2009 |
| „East Jesus Nowhere”                                 | Green Day              | Green Day 01   | July 07, 2009 |
| „Know Your Enemy”                                    | Green Day              | Green Day 01   | July 07, 2009 |
| „Kryptonite”                                         | 3 Doors Down           | TBD            | TBD           |
| „Miss Murder”                                        | AFI                    | TBD            | TBD           |
| „Would?”                                             | Alice in Chains        | TBD            | TBD           |
| „Gasoline”                                           | Audioslave             | TBD            | TBD           |
| „Show Me the Way”                                    | Black Tide             | TBD            | TBD           |
| „What’s My Age Again?”                               | Blink-182              | TBD            | TBD           |
| „Less Talk More Rokk”                                | Freezepop              | TBD            | TBD           |
| „ABC”                                                | Jackson 5              | TBD            | TBD           |
| „Rock Your Socks”                                    | Tenacious D            | TBD            | TBD           |
| „Metal on Metal”                                     | Anvil                  | TBD            | TBD           |
| „666”                                                | Anvil                  | TBD            | TBD           |
| „Thumb Hang”                                         | Anvil                  | TBD            | TBD           |
| „Good Time”                                          | Alan Jackson           | TBD            | TBD           |
| „Any Man of Mine”                                    | Shania Twain           | TBD            | TBD           |
| „Cry Lonely”                                         | Cross Canadian Ragweed | TBD            | TBD           |
| „Gone”                                               | Montgomery Gentry      | TBD            | TBD           |
| „I Told You So”                                      | Keith Urban            | TBD            | TBD           |
| „Me and My Gang”                                     | Rascal Flatts          | TBD            | TBD           |
| „On the Road Again”                                  | Willie Nelson          | TBD            | TBD           |
| „She Thinks My Tractor's Sexy”                       | Kenny Chesney          | TBD            | TBD           |
| „She’s Country”                                      | Jason Aldean           | TBD            | TBD           |
| „Swing”                                              | Trace Adkins           | TBD            | TBD           |
| „Suds in the Bucket”                                 | Sara Evans             | TBD            | TBD           |
| „The Gambler”                                        | Kenny Rogers           | TBD            | TBD           |
| „This One's for the Girls”                           | Martina McBride        | TBD            | TBD           |

## Rock Band: Track Pack Vol. 1
Rock Band: Track Pack Vol. 1 – Jest to płyta zawierające dodatkowe piosenki (20 piosenek) które można ściągnąć na PS3 i X360. Płyta jest przeznaczona dla konsoli PlayStation 2 i Wii dlatego że nie ma opcji ściągania.
| Piosenka               | Artysta                  | Gitara  | Bass    | Perkusja | Wokal   | Zespół  |
| ---------------------- | ------------------------ | ------- | ------- | -------- | ------- | ------- |
| „All the Small Things” | Blink-182                | Stage 1 | Stage 1 | Stage 2  | Stage 2 | Stage 1 |
| „Buddy Holly”          | Weezer                   | Stage 1 | Stage 1 | Stage 1  | Stage 1 | Stage 1 |
| „Calling Dr. Love”     | Kiss                     | Stage 3 | Stage 3 | Stage 2  | Stage 2 | Stage 3 |
| „Crushcrushcrush”      | Paramore                 | Stage 2 | Stage 2 | Stage 2  | Stage 1 | Stage 1 |
| „Die, All Right!”      | The Hives                | Stage 3 | Stage 4 | Stage 3  | Stage 4 | Stage 3 |
| „Gimme Three Steps”    | Lynyrd Skynyrd           | Stage 4 | Stage 2 | Stage 1  | Stage 2 | Stage 2 |
| „Interstate Love Song” | Stone Temple Pilots      | Stage 1 | Stage 2 | Stage 3  | Stage 1 | Stage 2 |
| „Joker & the Thief”    | Wolfmother               | Stage 4 | Stage 4 | Stage 2  | Stage 3 | Stage 4 |
| „Little Sister”        | Queens of the Stone Age  | Stage 3 | Stage 4 | Stage 4  | Stage 2 | Stage 3 |
| „Live Forever”         | Oasis                    | Stage 3 | Stage 3 | Stage 3  | Stage 3 | Stage 2 |
| „March of the Pigs”    | Nine Inch Nails          | Stage 4 | Stage 4 | Stage 4  | Stage 4 | Stage 4 |
| „Moonage Daydream”     | David Bowie              | Stage 2 | Stage 2 | Stage 1  | Stage 4 | Stage 2 |
| „More Than a Feeling”  | Boston                   | Stage 2 | Stage 3 | Stage 1  | Stage 4 | Stage 3 |
| „Move Along”           | The All-American Rejects | Stage 1 | Stage 1 | Stage 4  | Stage 3 | Stage 4 |
| „Siva”                 | Smashing Pumpkins        | Stage 4 | Stage 3 | Stage 4  | Stage 2 | Stage 4 |
| „Synchronicity II”     | The Police               | Stage 2 | Stage 2 | Stage 3  | Stage 4 | Stage 3 |
| „Teenage Lobotomy”     | Ramones                  | Stage 3 | Stage 3 | Stage 3  | Stage 1 | Stage 2 |
| „The Kill”             | 30 Seconds to Mars       | Stage 1 | Stage 1 | Stage 2  | Stage 3 | Stage 1 |
| „Truckin'”             | The Grateful Dead        | Stage 4 | Stage 4 | Stage 4  | Stage 3 | Stage 4 |
| „We Care a Lot”        | Faith No More            | Stage 2 | Stage 1 | Stage 1  | Stage 1 | Stage 1 |

## AC/DC Live: Rock Band Track Pack
Edycja specjalna poświęcona dla AC/DC. Jest ona na wszystkie platformy (PS2, PS3, X360, Wii). Ukazała się 2 listopada 2009 roku.
| Song title                                | Artist |
| ----------------------------------------- | ------ |
| „Back in Black”                           | AC/DC  |
| „Dirty Deeds Done Dirt Cheap”             | AC/DC  |
| „Fire Your Guns”                          | AC/DC  |
| „For Those About to Rock (We Salute You)” | AC/DC  |
| „Heatseeker”                              | AC/DC  |
| „Hell Ain’t a Bad Place to Be”            | AC/DC  |
| „Hells Bells”                             | AC/DC  |
| „High Voltage”                            | AC/DC  |
| „Highway To Hell”                         | AC/DC  |
| „Jailbreak”                               | AC/DC  |
| „Let There Be Rock”                       | AC/DC  |
| „Moneytalks”                              | AC/DC  |
| „Shoot to Thrill”                         | AC/DC  |
| „T.N.T.”                                  | AC/DC  |
| „The Jack”                                | AC/DC  |
| „Thunderstruck”                           | AC/DC  |
| „Whole Lotta Rosie”                       | AC/DC  |
| „You Shook Me All Night Long”             | AC/DC  |

## Rock Band Track Pack Vol. 2
The following songs are reportedly included:
| Song title                              | Artist                |
| --------------------------------------- | --------------------- |
| „Afterlife”                             | Avenged Sevenfold     |
| „Call Me”                               | Blondie               |
| „El Scorcho”                            | Weezer                |
| „Girl U Want”                           | Devo                  |
| „Girls Who Play Guitars”                | Maxïmo Park           |
| „Indestructible”                        | Disturbed             |
| „It Hurts”                              | Angels & Airwaves     |
| „Just What I Needed”                    | The Cars              |
| „Message in a Bottle”                   | The Police            |
| „Monkey Gone to Heaven”                 | Pixies                |
| „Rio”                                   | Duran Duran           |
| „Saints of Los Angeles”                 | Mötley Crüe           |
| „Simple Man”                            | Lynyrd Skynyrd        |
| „Snow (Hey Oh)”                         | Red Hot Chili Peppers |
| „The Perfect Drug”                      | Nine Inch Nails       |
| „This Ain’t a Scene, It’s an Arms Race” | Fall Out Boy          |
| „Time Is Running Out”                   | Papa Roach            |
| „Why Do You Love Me”                    | Garbage               |
| „You've Got Another Thing Comin'”       | Judas Priest          |
| „Zero”                                  | Smashing Pumpkins     |